# Kamieniec Podolski

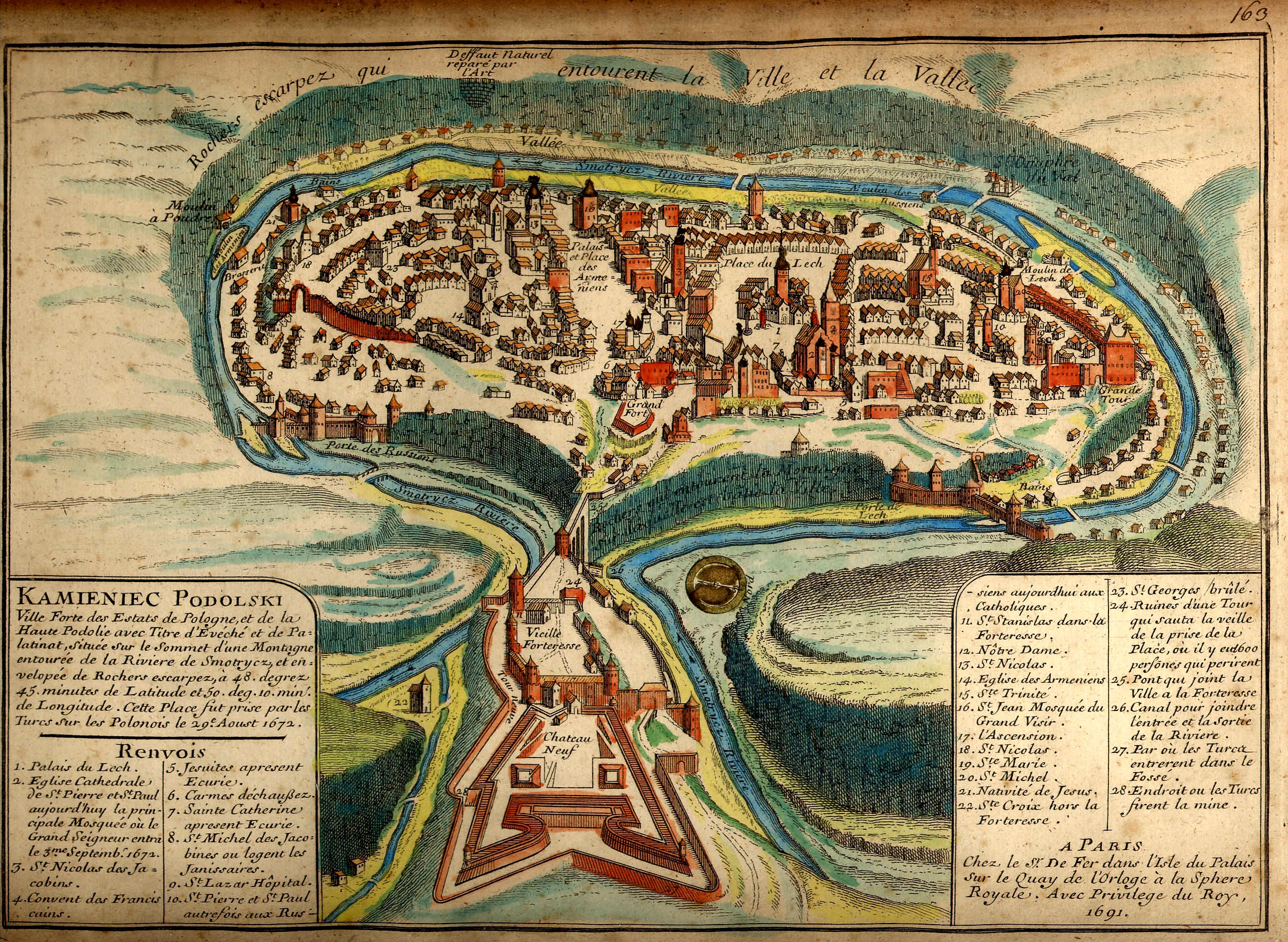
Francuska mapa Kamieńca Podolskiego z 1691 r.

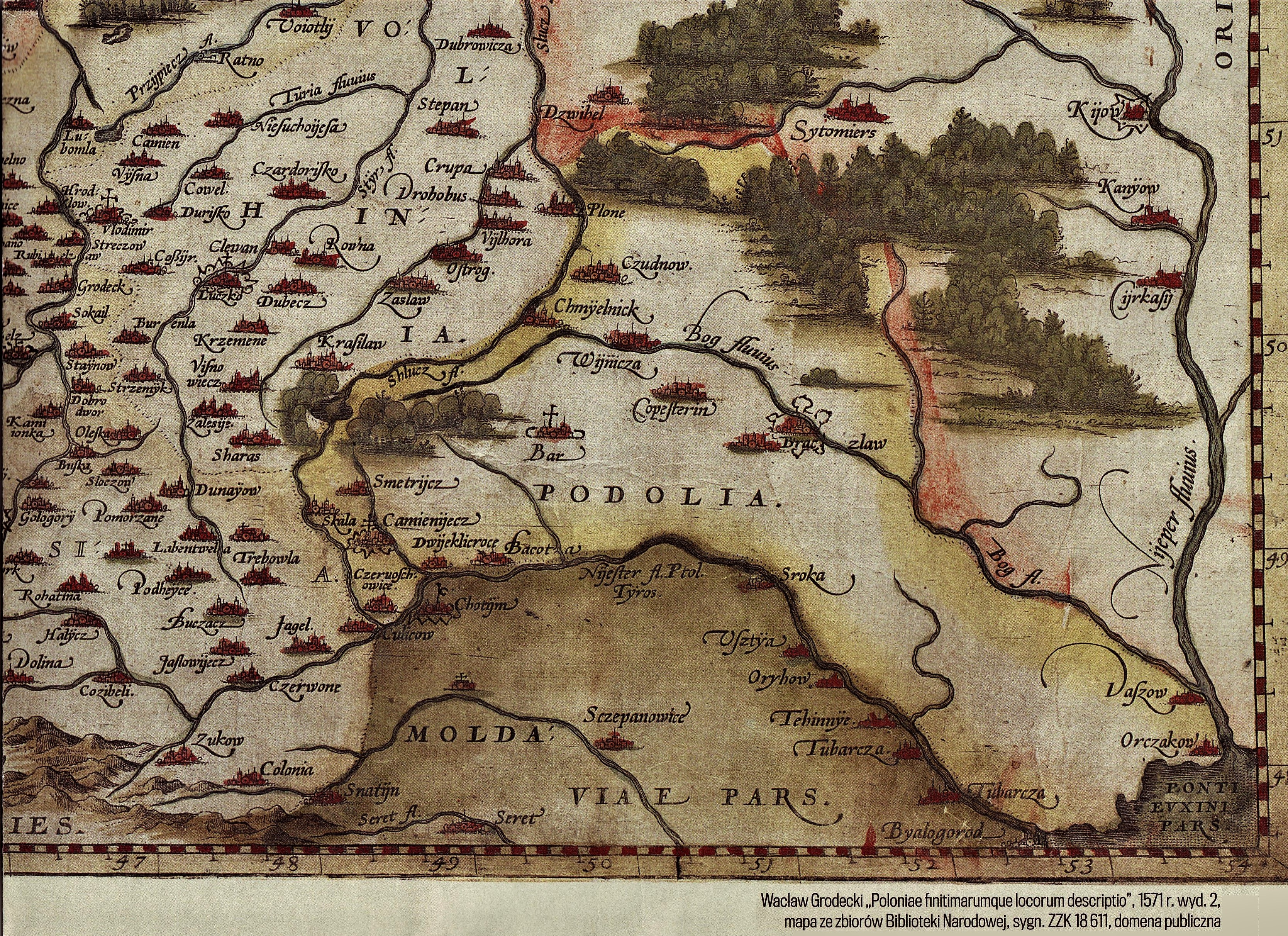
Miasto na mapie Wacława Grodeckiego, Poloniae finitimarumgue locarum descriptio

Kamieniec Podolski (ukr. Кам'янець-Подільський, Kamjaneć-Podilśkyj) – miasto w południowo-zachodniej części Ukrainy, w obwodzie chmielnickim, nad Smotryczem, siedziba administracyjna rejonu kamienieckiego. 
W 2022 r. miasto liczyło około 96 tys. mieszkańców. Ośrodek przemysłu maszynowego, elektrotechnicznego, spożywczego (głównie winiarski), włókienniczego i materiałów budowlanych. W mieście działa Narodowy Uniwersytet im. Iwana Ohijenki (od 1918 roku) oraz Państwowy Uniwersytet Rolniczo-Techniczny. Stolica rzymskokatolickiej diecezji kamienieckiej (1378) i eparchii kamieniecko-podolskich (prawosławnej i greckokatolickiej).
Najcenniejszym zabytkiem Kamieńca jest zespół urbanistyczno-architektoniczny Starego Miasta i twierdzy w Kamieńcu Podolskim. W XIX wieku śródmieście przeniesiono na Nowe Miasto.
Podczas walki o niepodległość Ukrainy w latach 1917–1921 miasto przez pewien czas było faktyczną stolicą Ukraińskiej Republiki Ludowej.

## Historia

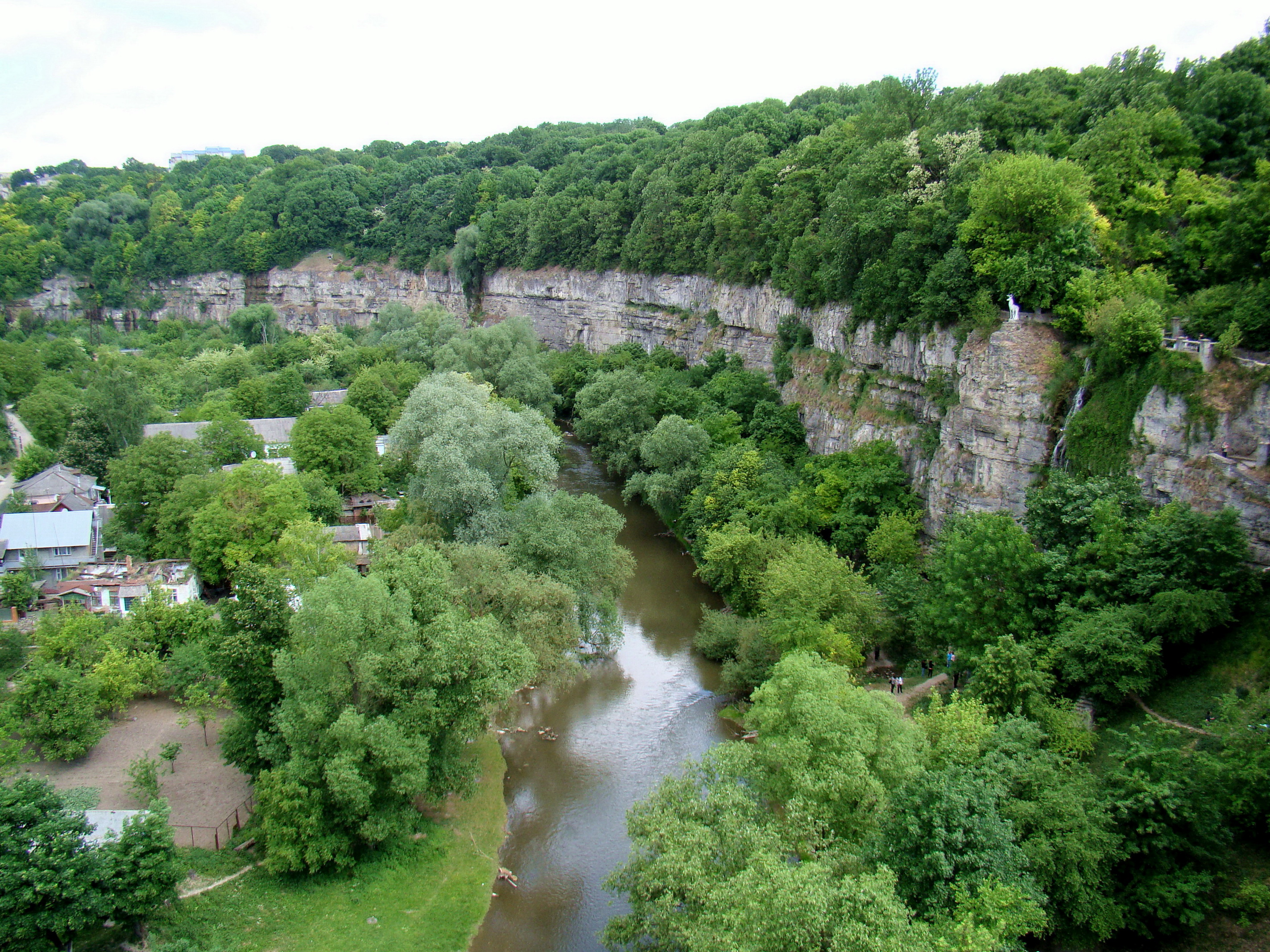
Jar Smotrycza w Kamieńcu Podolskim

W pierwszych wiekach naszej ery na miejscu dzisiejszego Kamieńca Podolskiego istniała forteca zwana Klapidava (także zwana Petridavą), która prawdopodobnie została zniszczona przez Hunów. Pierwsza wzmianka o mieście w źródłach ormiańskich pochodzić miała z 1062 roku i mówić o Kamieńcu jako o ormiańskiej faktorii handlowej. Prawdopodobnie założycielami Kamieńca Podolskiego byli litewscy Koriatowicze. Możliwe, że niedługo potem miasto zostało tymczasowo opanowane przez Kazimierza Wielkiego, następnie znajdowało się ponownie pod rządami władających Podolem litewskich książąt Koriatowiczów starających się zachować maksimum niezależności dzięki politycznemu balansowi pomiędzy Polską (okresowo w latach 1366–1370 byli lennikami Kazimierza Wielkiego), Wielkim Księstwem Litewskim oraz Węgrami. Z 1375 roku pochodzi pierwsza wzmianka o obecności w Kamieńcu zakonu dominikanów i ich klasztoru pod wezwaniem św. Mikołaja. W 1378 roku miasto zostało siedzibą nowej katolickiej diecezji podolskiej. Po usunięciu Koriatowiczów przez Witolda, działającego z inspiracji Jagiełły (1394 rok), Kamieniec Podolski przechodził z rąk do rąk: w latach 1395–1399 był w rękach polskich (władał nim Spytko z Melsztyna), w latach 1399–1402 w rękach Wielkiego Księstwa Litewskiego pod rządem Świdrygiełły, w latach 1402–1411 ponownie w rękach polskich, w latach 1411–1430 przejęło władzę nad nim Wielkie Księstwo Litewskie.

### W granicach Korony Królestwa Polskiego
Rządy polskie ustabilizowały się w Kamieńcu od 1430 roku, gdy został ponownie przyłączony do Polski i zostały utrwalone w 1434 roku, gdy został stolicą nowo utworzonego województwa podolskiego. W tamtych czasach miasto zaczęło przeżywać szybki rozwój dzięki nadaniu mu praw miejskich magdeburskich w 1432 roku i licznych przywilejów, w tym nadaniu przez króla Zygmunta I przywileju przymusu drożnego oraz nadaniom ziemskim w okolicy. Następny król Polski Zygmunt II August zwolnił mieszczan Kamieńca od ceł wewnętrznych i zezwolił im na handel bydłem na terenie całej Rzeczypospolitej. Z kolei król Zygmunt III Waza obdarzył mieszczan przywilejem zrównującym ich ze wszystkimi przywilejami miasta Lwowa. W związku z zagrożeniem tatarsko-tureckim miasto, od początków XVII wieku, określano jako urbs antemurale christianitatis (przedmurze chrześcijaństwa) oraz jako „Bramę do Polski”. Pomimo oblężeń, Kamieniec dalej przeżywał rozkwit. Od 1570 roku do połowy XVII wieku liczba mieszkańców wzrosła z 3 tys. do 10 tys.; działało w nim 16 cechów z 390 rzemieślnikami. Handel odbywał się na trzech dorocznych jarmarkach, przypadających na: św. Jerzego (czterotygodniowy), św. Jana Chrzciciela (tygodniowy) i nazajutrz po święcie Narodzenia Najświętszej Marii Panny (czterotygodniowy). Kamieniec był miastem królewskim Korony Królestwa Polskiego. Miasto posiadało prawo do czynnego uczestnictwa w akcie wyboru króla. Od XV wieku aż do rozbiorów, był siedzibą sądów szlacheckich: ziemskiego i grodzkiego. 23 stycznia 1510 roku zawarto tu pokój. Z uwagi na obronne położenie w zakolu rzeki Smotrycz, rozbudowaną sieć fortyfikacji i odparcie licznych oblężeń, powszechnie uważano go za najpotężniejszą warownię Rzeczypospolitej na Kresach Wschodnich. Po 1617 roku zbudowano Nowy Zamek, który skutecznie zniechęcił do ataków na miasto wojska tureckie sułtana Osmana II. W 1633 roku nie zdobył miasta także bejlerbej Bośni Mehmed Abazy pasza w trakcie tzw. wojny z Abazy paszą.

Historyczny herb miasta

Systematycznie rozbudowywano umocnienia miejskie, na tyle skutecznie, że nie potrafili ich zdobyć zbuntowani Kozacy w 1648 roku pod wodzą Maksyma Krzywonosa, a także Iwana Bohuna i Dżerdżelii w 1651 roku, w 1652 roku Tymoszy Chmielnickiego oraz oddziały pod wodzą Bohdana Chmielnickiego w 1652 roku, który musiał odejść spod murów miasta po bezskutecznych atakach. W 1655 roku Bohdan Chmielnicki ponownie oblegał miasto razem ze sprzymierzonymi z nim wojskami moskiewskimi, ale pomimo dziewięciu szturmów w ciągu trzech tygodni, także nie zdobył miasta. W 1666 roku Ormianie zawarli w Kamieńcu Podolskim unię z katolikami.
W czasie wojen polsko-tureckich w II połowie XVII wieku, 12 sierpnia 1672 sułtan Mehmed IV oblegał Kamieniec z armią, której liczebność ocenia się na od 100 do 300 tys. żołnierzy, wyposażoną m.in. w nowoczesną, obsługiwaną przez Francuzów, artylerię (przy założeniu liczebności wojsk tureckich na 150 tys. stosunek sił wynosił 75:1 – załoga polska liczyła 1600–2000 osób, z czego zaledwie 4 puszkarzy). Po krótkim oblężeniu, 26 sierpnia 1672 roku Polacy poddali, na honorowych warunkach, Kamieniec oblegającym. Podczas ewakuacji zamku nastąpił przypadkowy wybuch w prochowni, co interpretowano później jako gest rozpaczy majora artylerii kamienieckiej Hejkinga (Sienkiewiczowskiego Ketlinga), który miał podpalić 200 beczek prochu, zabijając przy tym 500 do 800 ludzi, głównie komputowych Kozaków. W wybuchu zginął m.in. komendant obrony twierdzy, pułkownik Jerzy Wołodyjowski. Upadek Kamieńca Podolskiego odbił się głośnym echem w całej Rzeczypospolitej, wzbudzając obawy przed dalszą ekspansją Turcji.

### Epizod osmański
Na mocy zawartego przez Michała Korybuta-Wiśniowieckiego traktatu w Buczaczu Kamieniec, wraz z Podolem i województwem bracławskim, należał w latach 1672–1699 do imperium osmańskiego jako czternasta w Europie prowincja – ejalet kamieniecki. W Kamieńcu (stolicy ejaletu) ulokowano potężny, jeden z pięciu największych – obok Belgradu, Budy, Kandii i Bagdadu – garnizonów tureckiego imperium. W czasie okupacji Kamieńca przez Turcję, wojska polskie podejmowały próby jego odbicia; m.in. przeprowadzono nieskuteczne oblężenie w 1687 roku pod wodzą królewicza Jakuba Sobieskiego. Po opuszczeniu Kamieńca rolę kluczowego punktu obrony tego regionu Rzeczypospolitej sprawowały zbudowane nieopodal, przy ujściu Zbrucza do Dniestru, z polecenia Sobieskiego Okopy Świętej Trójcy.

### Powrót do Polski

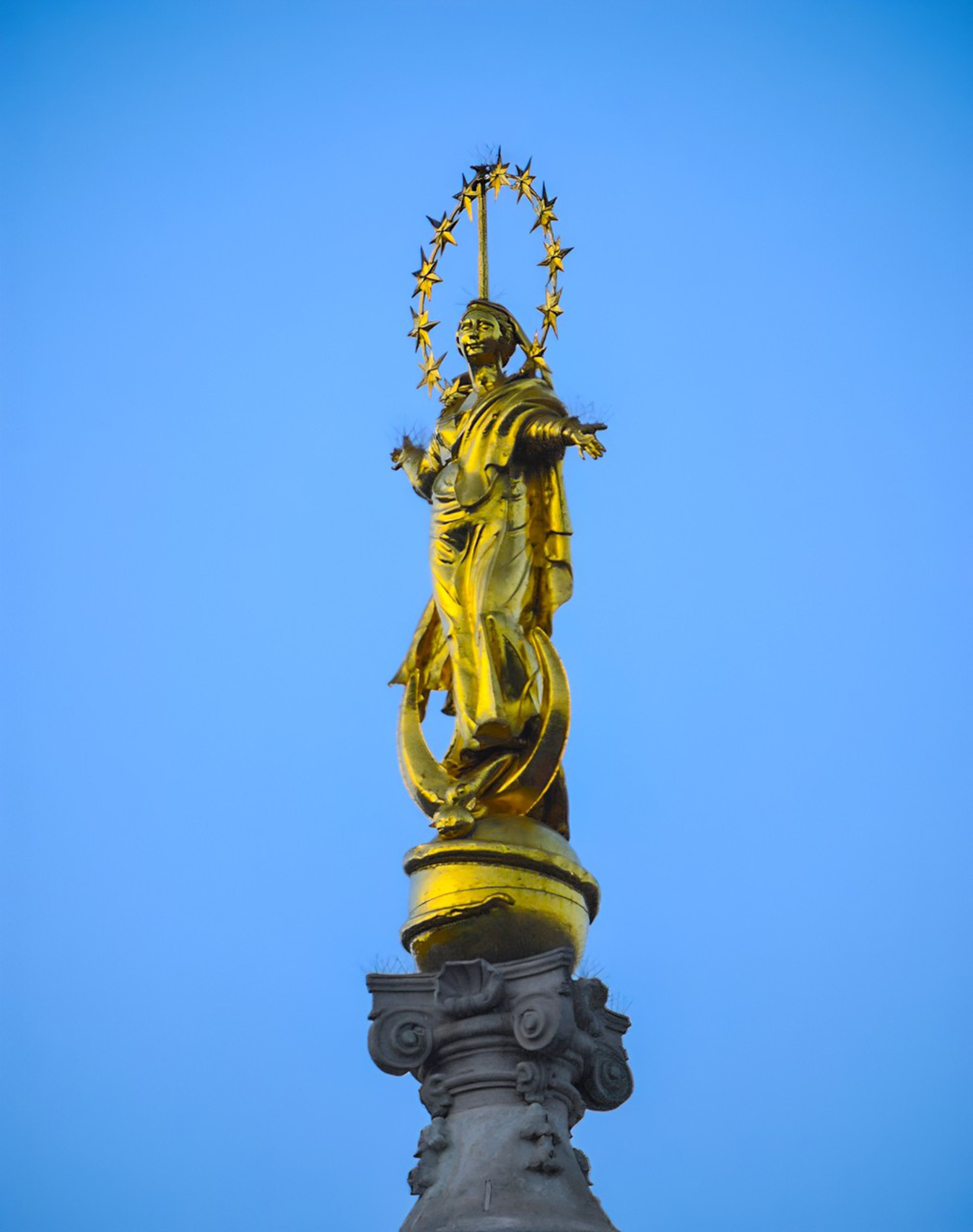
Figura Matki Boskiej

Zgodnie z postanowieniami pokoju w Karłowicach 22 września 1699 roku komisarze polscy z generałem artylerii koronnej Marcinem Kątskim na czele przejęli klucze od zamku i miasta od ostatniego tureckiego baszy Kamieńca (1689–1699) Mustafy Kahramana. Przejęte miasto było bardzo zrujnowane i wyludnione. Liczba budynków zmniejszyła się z blisko 800 do zaledwie ponad 170. W celu przyśpieszenia odbudowy, sejm zwolnił miasto na 10 lat od podatków.
Pozostałością z czasów tureckich w Kamieńcu jest minaret przy katedrze śś. Piotra i Pawła. Po odzyskaniu miasta w 1699 roku, zgodnie z traktatem pokojowym, minaret z półksiężycem pozostawiono. Ustawiono na nim drewnianą figurę Matki Boskiej. W 1756 roku zastąpiono ją sprowadzoną z Gdańska, wykonaną ze stopu miedzi i srebra, mierzącą 4,5 m, pozłacaną rzeźbą Matki Boskiej stojącej na kuli i Księżycu. Katedra kamieniecka jest jedynym na świecie kościołem katolickim, przed którym stoi minaret. W kościele dominikanów zachowała się z kolei kamienna konstrukcja ambony (minbar) z czasów tureckich.
W roku 1700 starosta kamieniecki gen. Marcin Kazimierz Kątski powołał pierwszego komendanta twierdzy, którym został mjr Jan Gerard Koszkiel. W tym samym roku powstała w mieście pierwsza apteka, zlokalizowana przy kolegium jezuickim. W 1734 roku, w czasie wojny o sukcesję polską podczas której miasto opowiedziało się po stronie Stanisława Leszczyńskiego, komendę nad twierdzą przejął pisarz polny koronny Wacław Rzewuski, który wzmocnił twierdzę i miasto dodatkowo je fortyfikując i zwiększając liczbę jej dział z 115 do 236.
Podczas bezkrólewia po śmierci Augusta III Sasa pod Kamieniec podeszły wojska rosyjskie pod dowództwem Michała Daszkowa, które w nocy z 27 na 28 lipca 1764 roku przystąpiły do bombardowania miasta bronionego przez komendanta Michała Kuczyńskiego, które trwało do 30 lipca, po czym Rosjanie wycofali się.
W 1 połowie XVIII wieku miasto nie zdołało odzyskać pozycji handlowej jaką miało przed okupacją turecką, jednakże doceniano jego strategiczne położenie, dlatego z polecenia króla Stanisława Augusta Poniatowskiego podjęto prace modernizacyjne fortyfikacji zamku i miasta, głównie według planów architekta Jana de Witte.
W dniach 11–16 listopada 1781 roku miasto podejmowało uroczyście króla Stanisława Augusta Poniatowskiego, dla którego komendant de Witte ozdobił Bramę Zamkową oraz wzniesiono przy katedrze bramę triumfalną. Król zatrzymał się w należącej do komendanta kamienicy Szadbeja przy rynku, na której umieszczono później kamienną tablicę z datą przybycia i odjazdu króla. W 1771 i 1774 roku Kamieniec nawiedziły pożary, w wyniku których miało zniszczeniu ulec prawie ¹⁄₃ miasta. W maju 1787 roku król powołał komisję na czele z biskupem Adamem Stanisławem Krasińskim, która miała podjąć działania w celu umocnienia twierdzy. W wyniku jej działań, oprócz wcześniejszego przekazania garnizonowi kolegium, kościoła i klasztoru jezuitów, przekazano na potrzeby wojska także klasztor i Kościół Franciszkanów oraz kościółek św. Katarzyny. W dniu 12 października 1789 roku komendantem twierdzy został mianowany generał Józef Orłowski, który dokonał naprawy murów oraz mostów, wykopał nowe studnie i wybudował dwie nowe baterie przy Bramie Królewskiej. W październiku 1791 inspekcji twierdzy dokonał Tadeusz Kościuszko.

### W zaborze rosyjskim

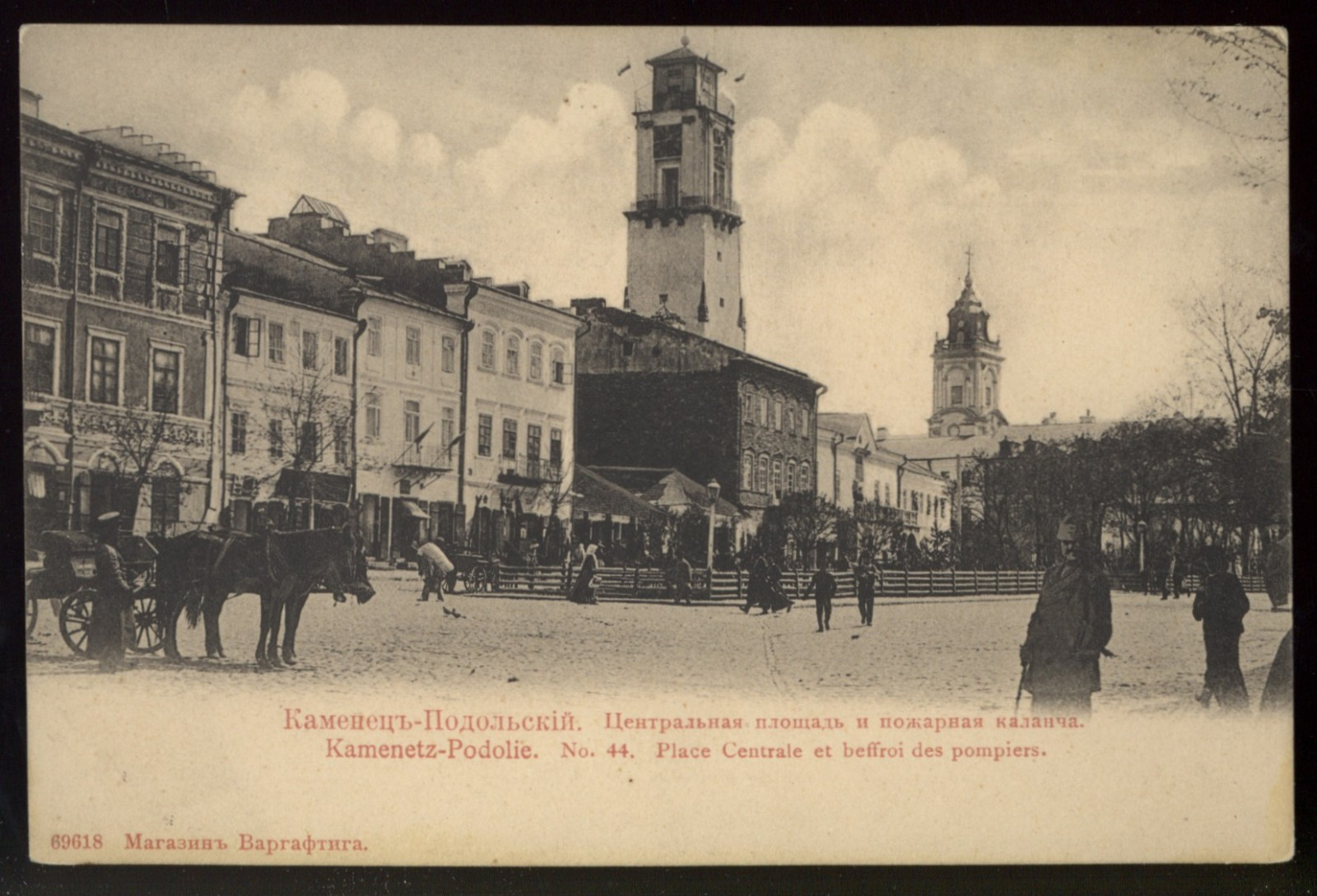
Kamieniec ok. 1906 roku

Po upadku Konstytucji 3 Maja i rocznej blokadzie miasta 21 kwietnia 1793 roku komendant Antoni Złotnicki poddał twierdzę wojskom rosyjskim gen. Wilhelma Derfeldena pomimo rozkazu obrony Kamieńca za wszelką cenę, jaki otrzymał od hetmana Seweryna Rzewuskiego. W wyniku II rozbioru Polski w 1793 roku Kamieniec Podolski znalazł się w granicach Rosji i w 1797 roku stał się siedzibą guberni podolskiej, a później tylko powiatu kamienieckiego.
W 1798 roku szlachcic Antoni Żmijewski założył w mieście (w dawnym budynku kapituły unickiej) polski teatr (teatr kamieniecki). Wygląd gmachu nie wyróżniał się niczym stylowym, a sam teatr mieścił się w nim do 1803, kiedy to został przeniesiony na plac ormiański.
Latem 1862 r. wybuchł w mieście wielki pożar, który strawił ok. 40 domostw, w tej liczbie całą prawą stronę ul. Pocztowej. Po raz pierwszy do pożaru doszło w nocy z 11. na 12 lipca, a po raz kolejny 31 lipca i 1 sierpnia, kiedy to ogień pojawił się ponownie w kilku punktach miasta, jednak został ugaszony. Pożar został rozniesiony na całe centrum miasta przez silny wiatr, a gonty, którymi pokryta była większa liczba budynków ułatwiły rozprzestrzenianie się ognia.
W 1914 roku miasto uzyskało połączenie kolejowe z Płoskirowem, a w 1916 roku z Łargą.

### Okres międzywojenny i II wojna światowa

Linia Dmowskiego, granice Rzeczypospolitej Obojga Narodów według zasad sformułowanych przez Romana Dmowskiego na Konferencji Pokojowej w Paryżu

W okresie wojny polsko-bolszewickiej miasto pozostawało (od 16 listopada 1919 do 12 lipca 1920 roku) pod polską administracją. Było wówczas stolicą okręgu podolskiego. Od czerwca do 16 listopada 1920 roku było siedzibą Ukraińskiej Republiki Ludowej i rządu Petlury. W 1920 roku znalazło się na terenie radzieckiej Ukrainy, choć bolszewicy planowali oddać miasto Polsce. W 1939 roku, mimo że Kamieniec już od 146 lat formalnie nie należał do państwa polskiego, tamtejsza społeczność polska nadal stanowiła około 20% mieszkańców miasta. W latach 1920–1941 Kamieniec Podolski był siedzibą obwodu w Ukraińskiej Republice Radzieckiej, przeniesioną wiosną 1941 roku do Płoskirowa.
Pod koniec sierpnia 1941 roku w Kamieńcu Niemcy rozstrzelali 23 600 Żydów, w tym kilkanaście tysięcy żydowskich wysiedleńców z Węgier.
16 stycznia 1991 roku papież Jan Paweł II przywrócił rzymskokatolicką diecezję w Kamieńcu Podolskim, zlikwidowaną w czasach sowieckich.
Od 24 sierpnia 1991 r. Kamień Podolski, jako część niepodległej Ukrainy, jest ważnym ośrodkiem gospodarczym, kulturalnym, oświatowym i turystycznym państwa.

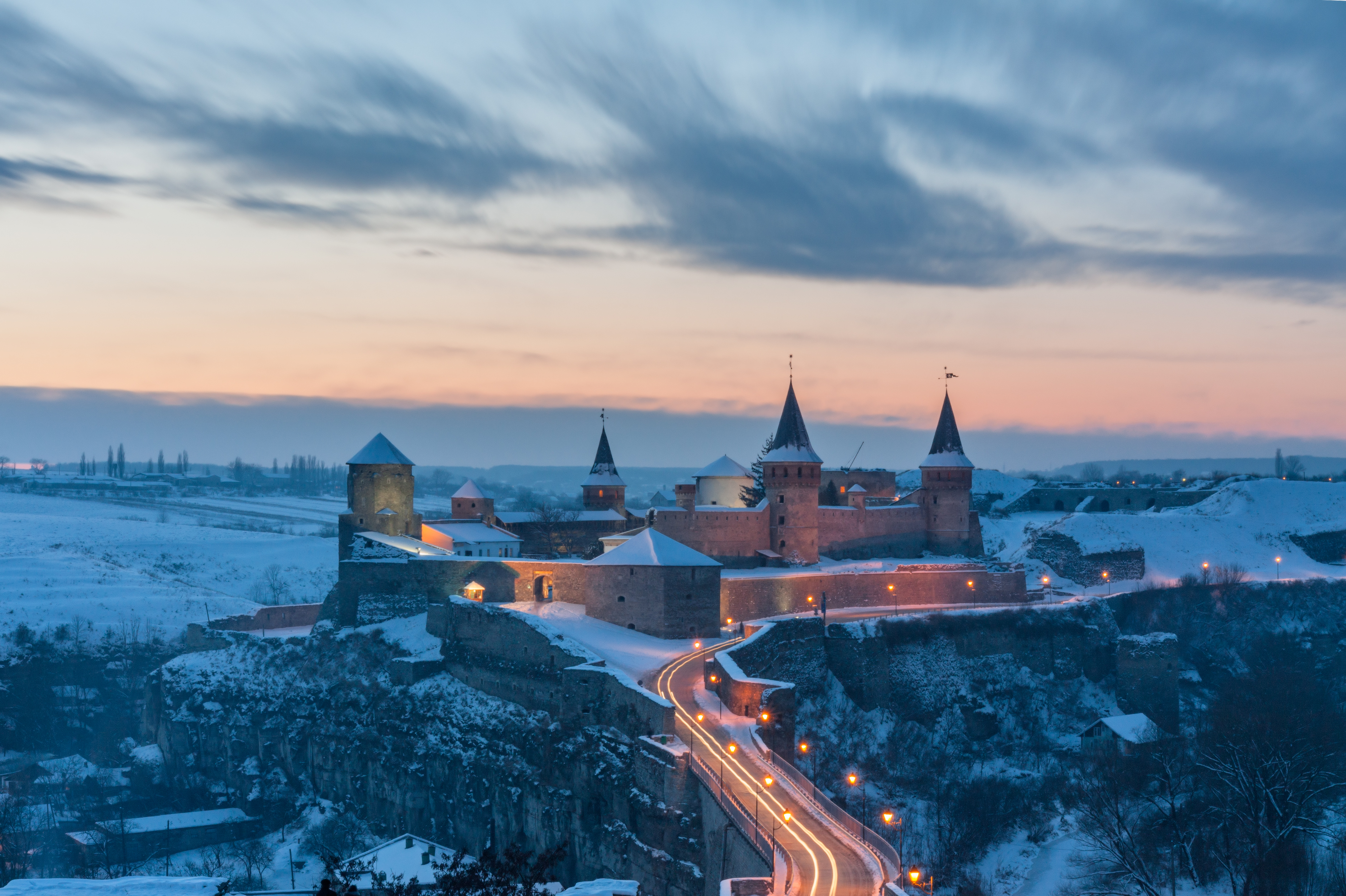
Zamek zimą
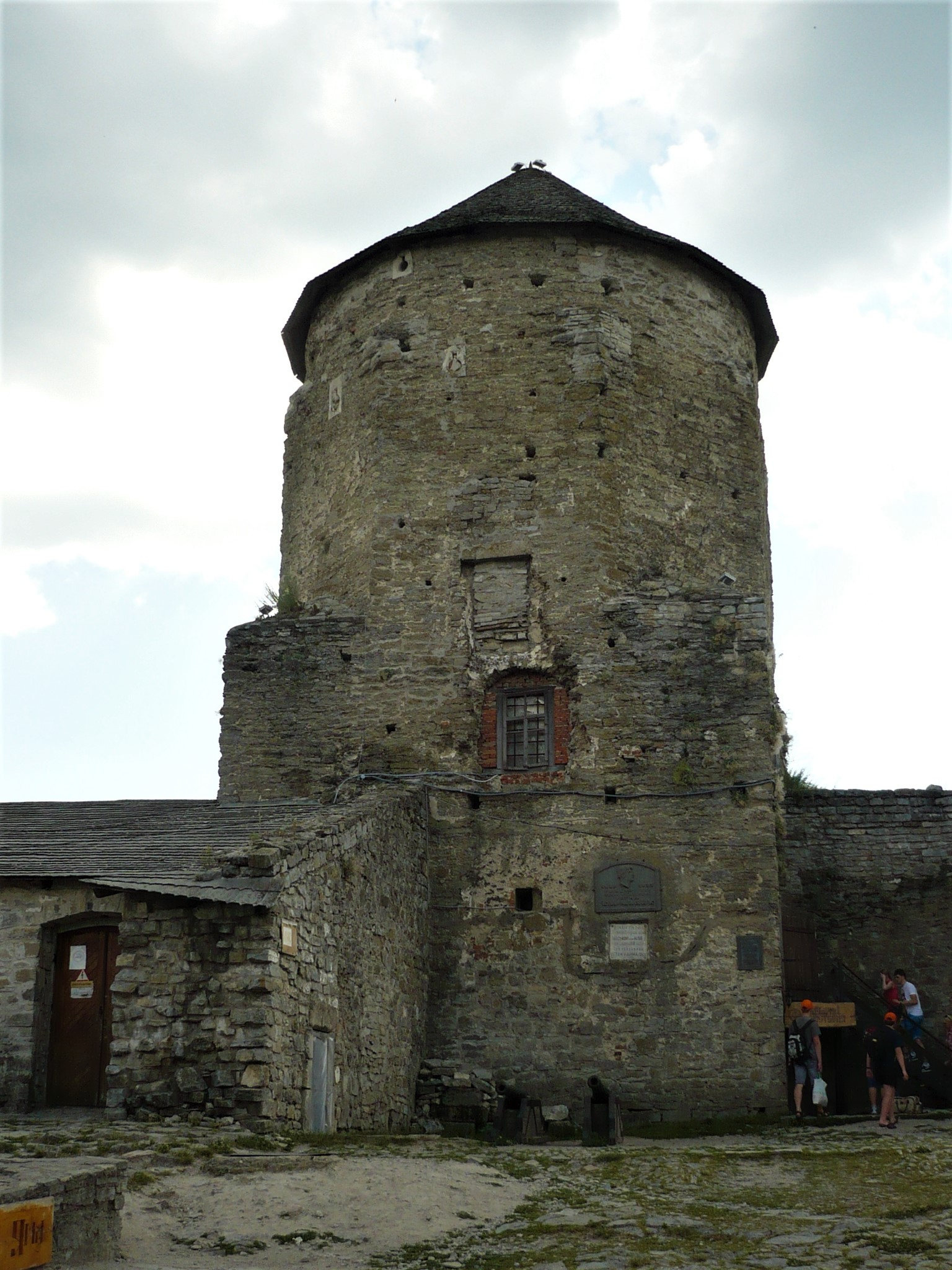
Baszta Papieska
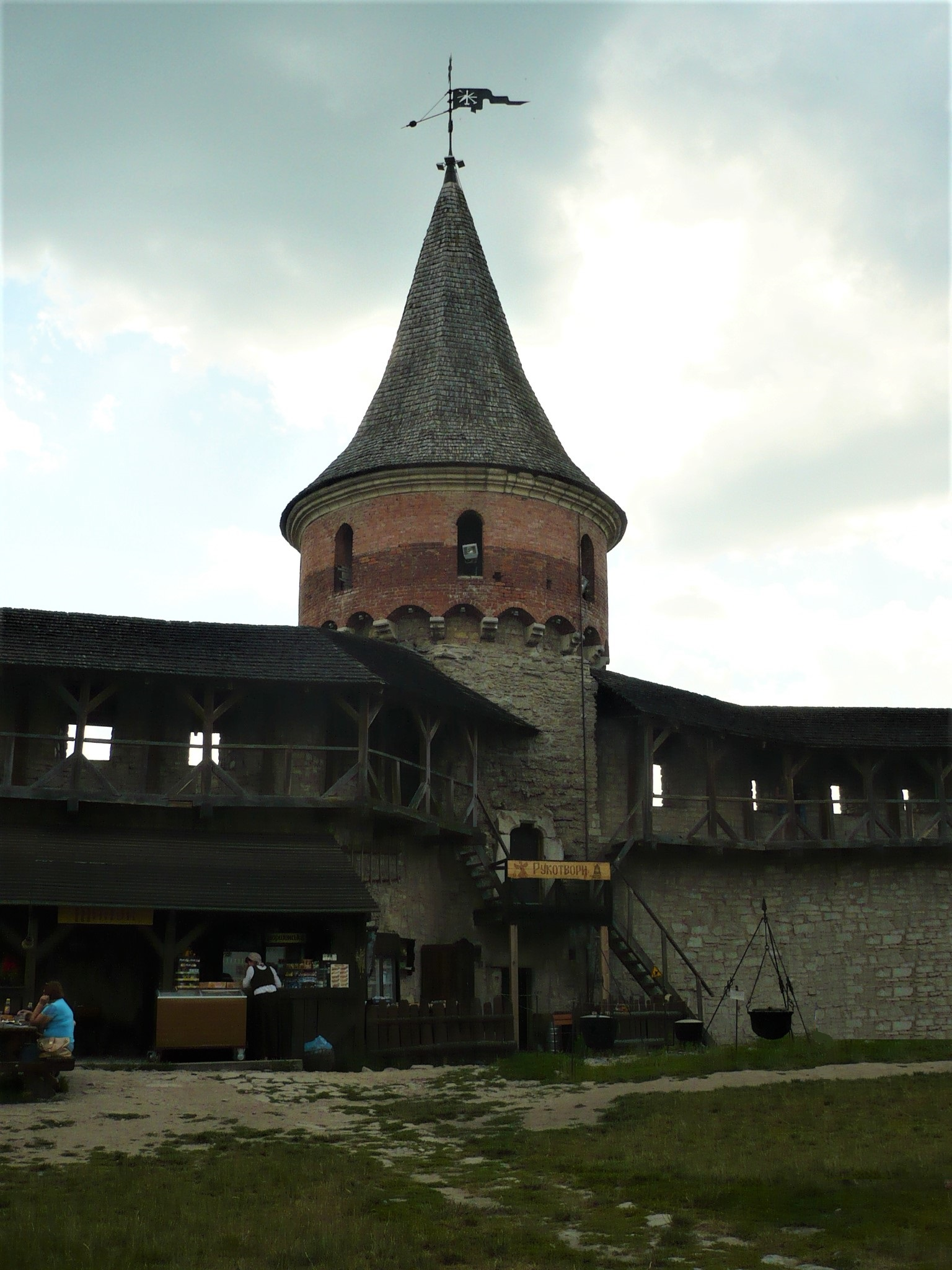
Baszta Tęczyńska
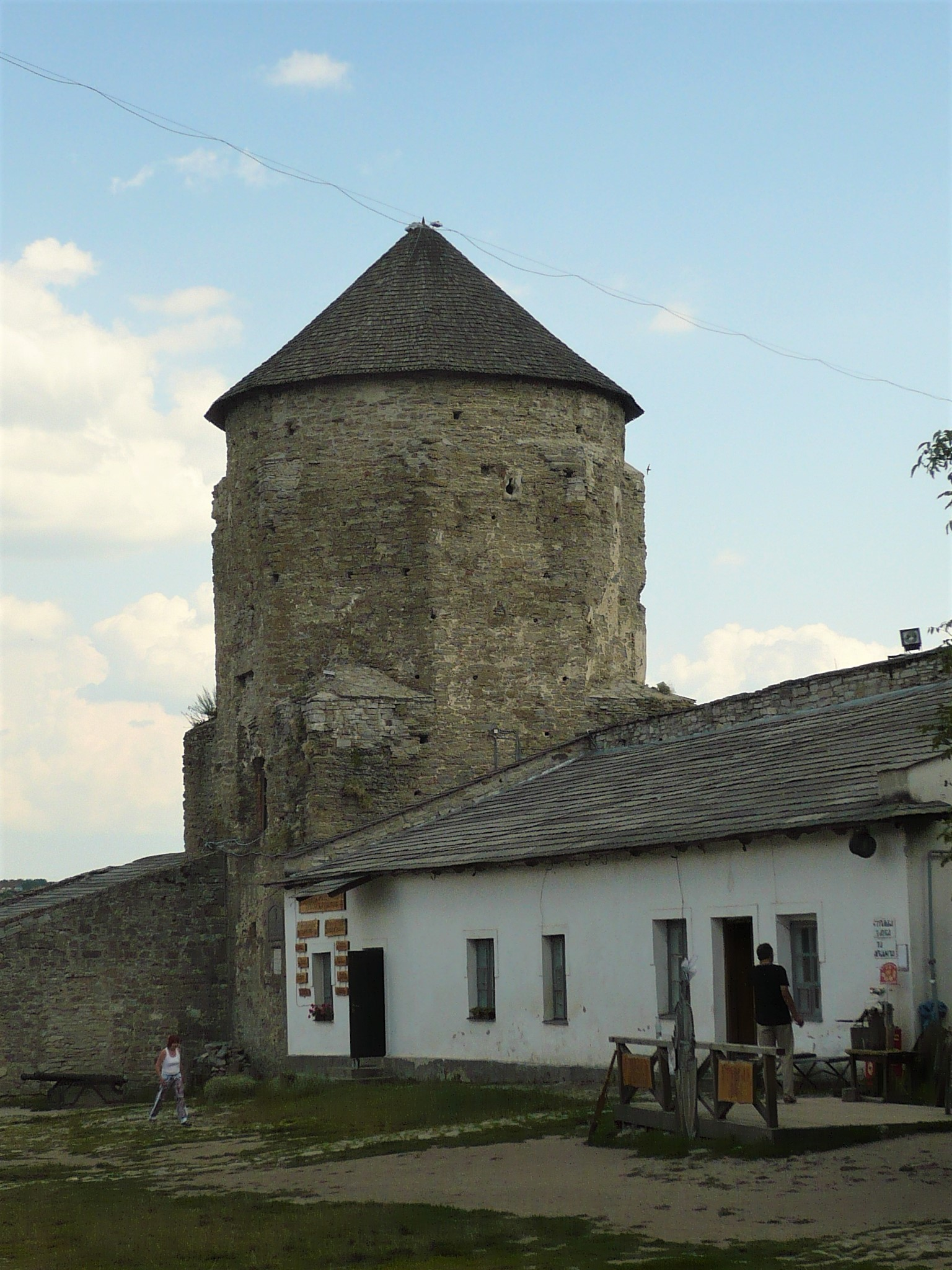
Baszta Kołpak
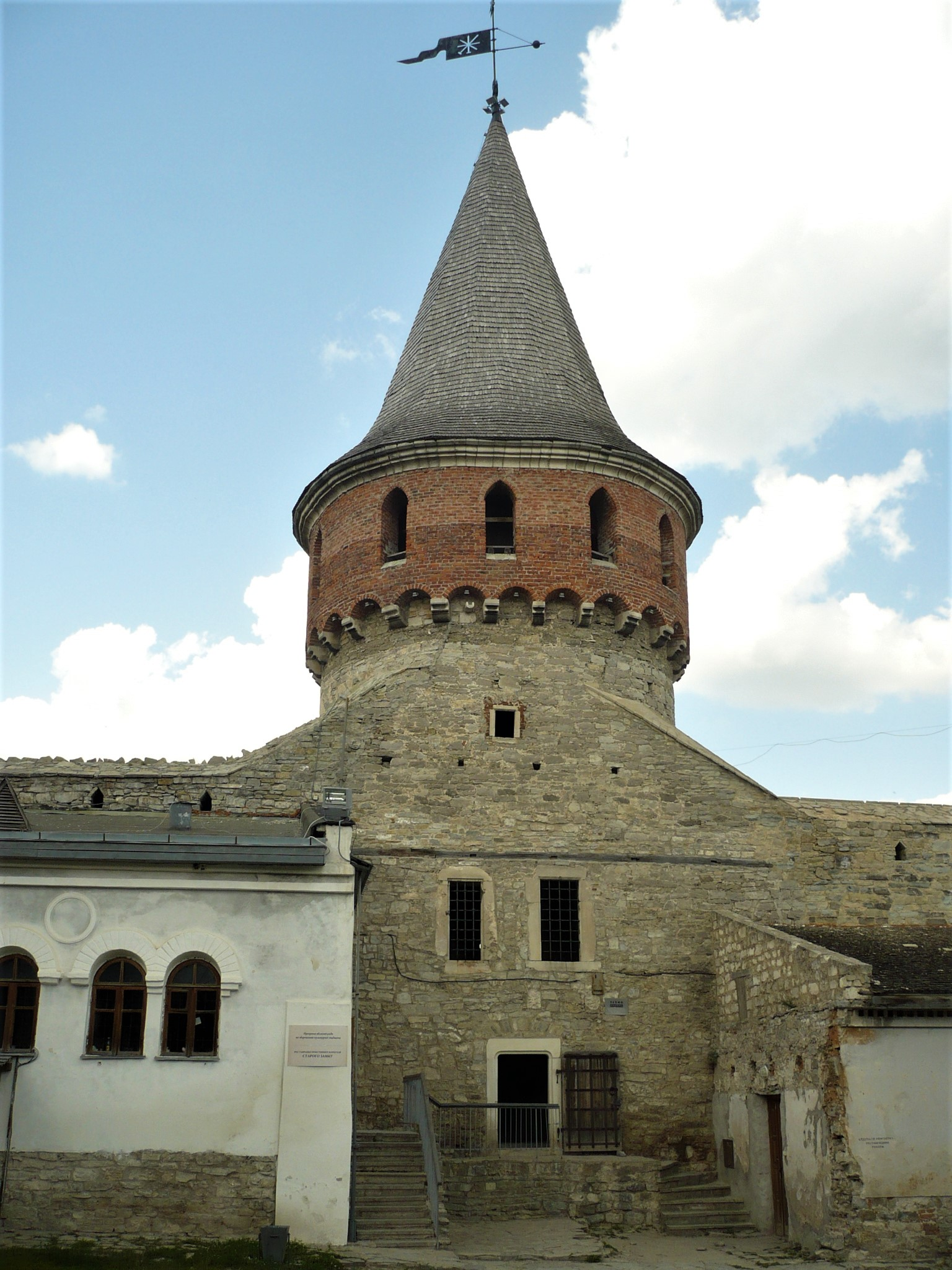
Baszta Komendancka
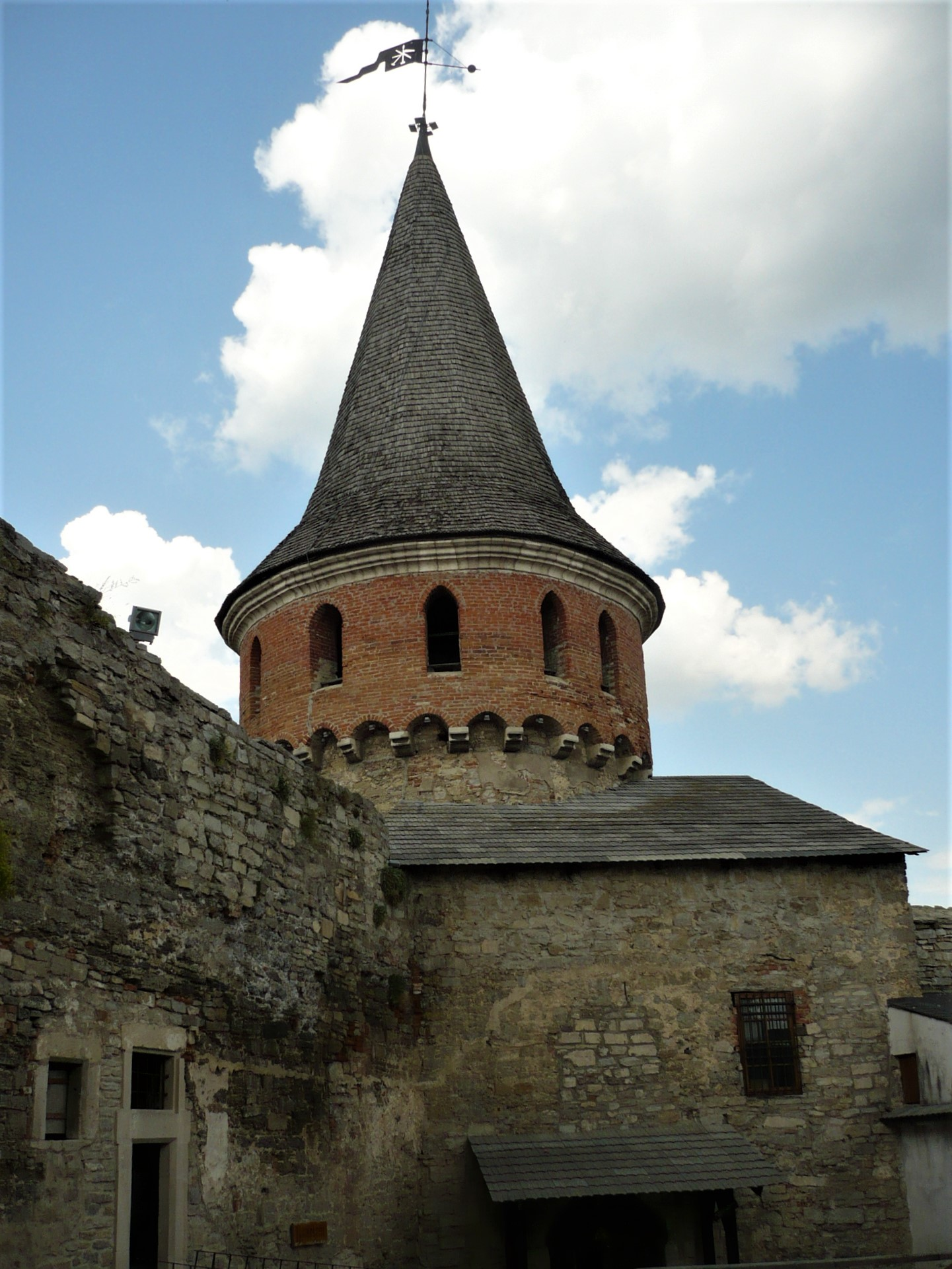
Baszta
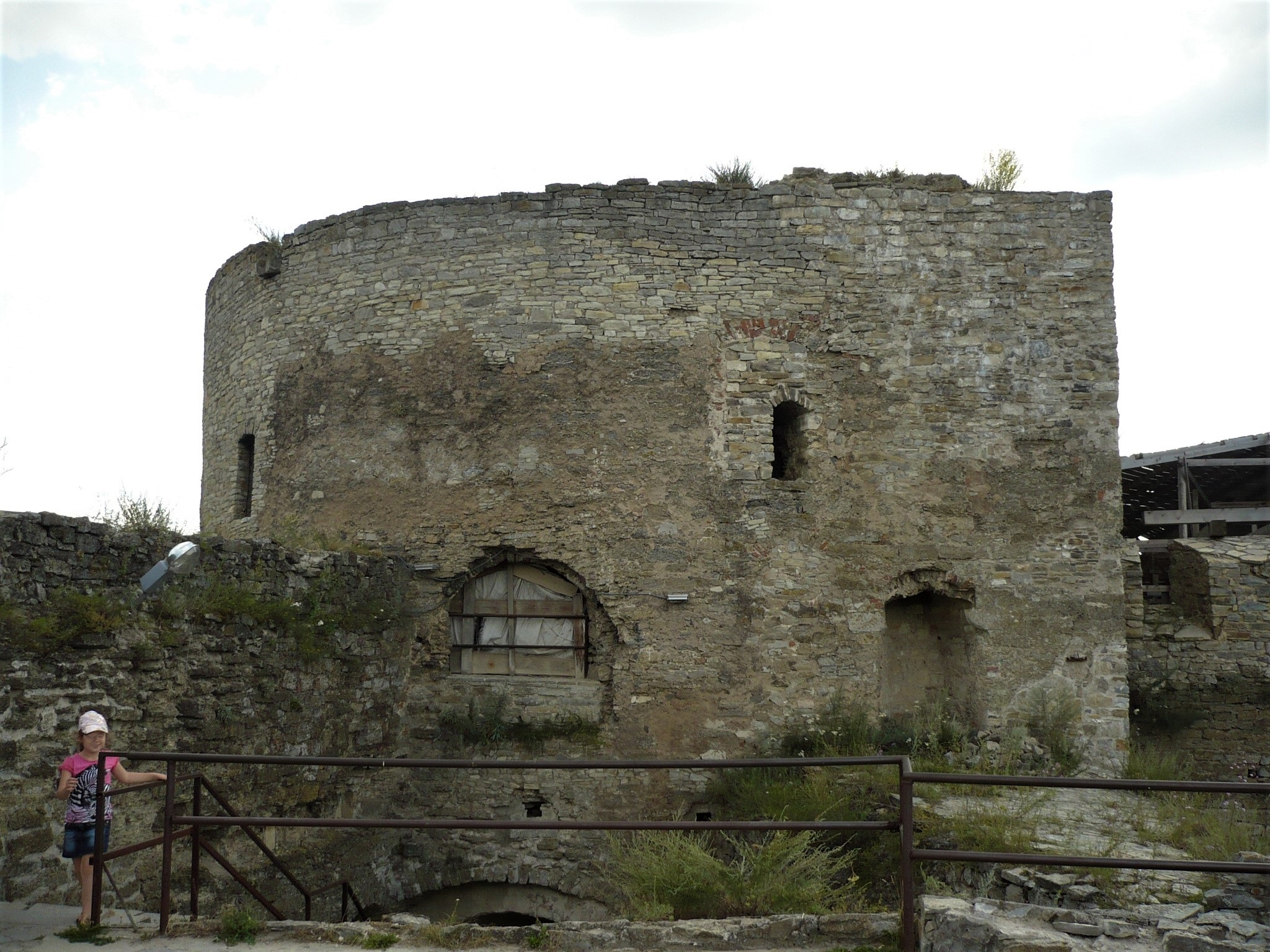
Baszta Denna
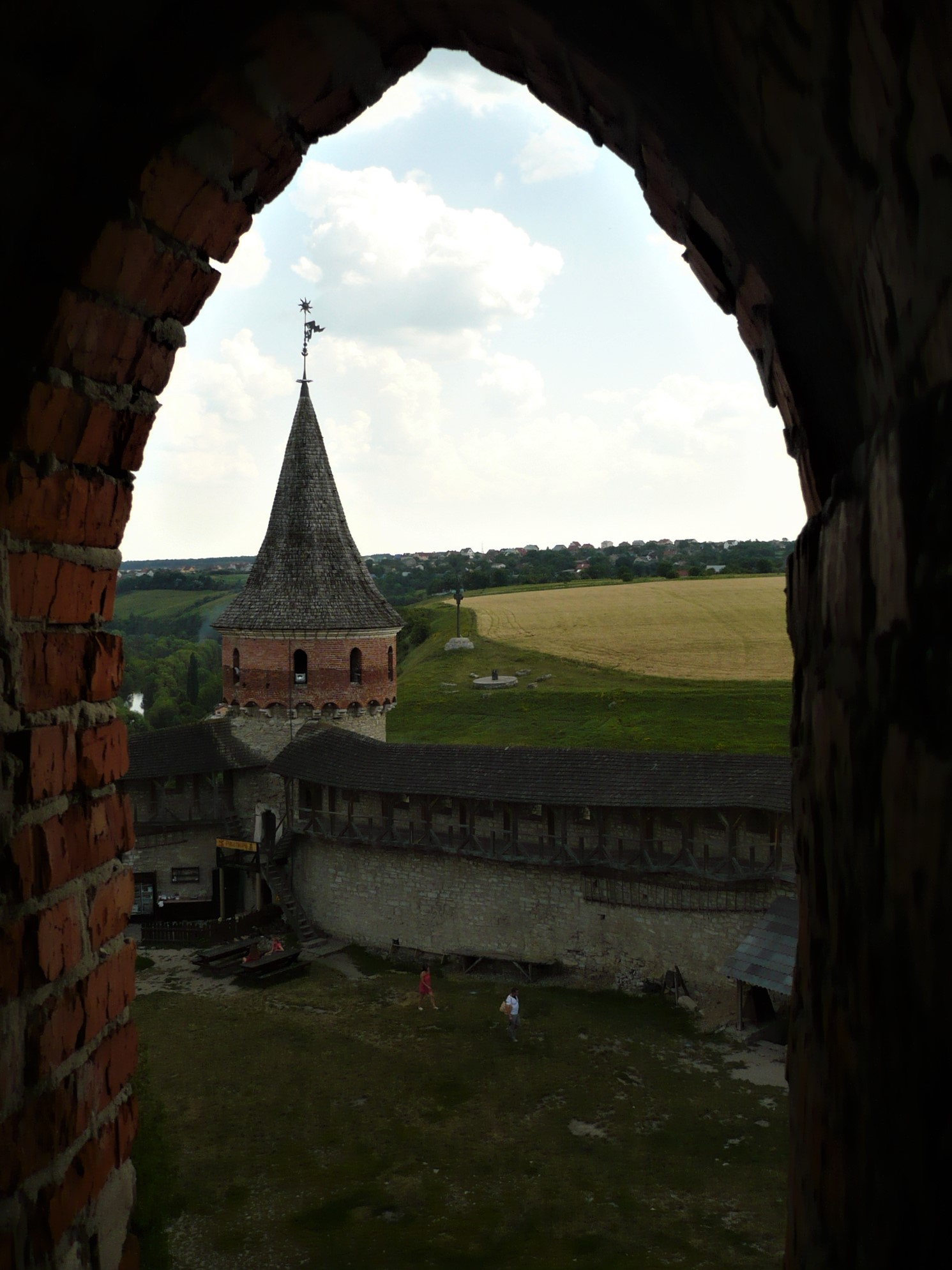
Baszta
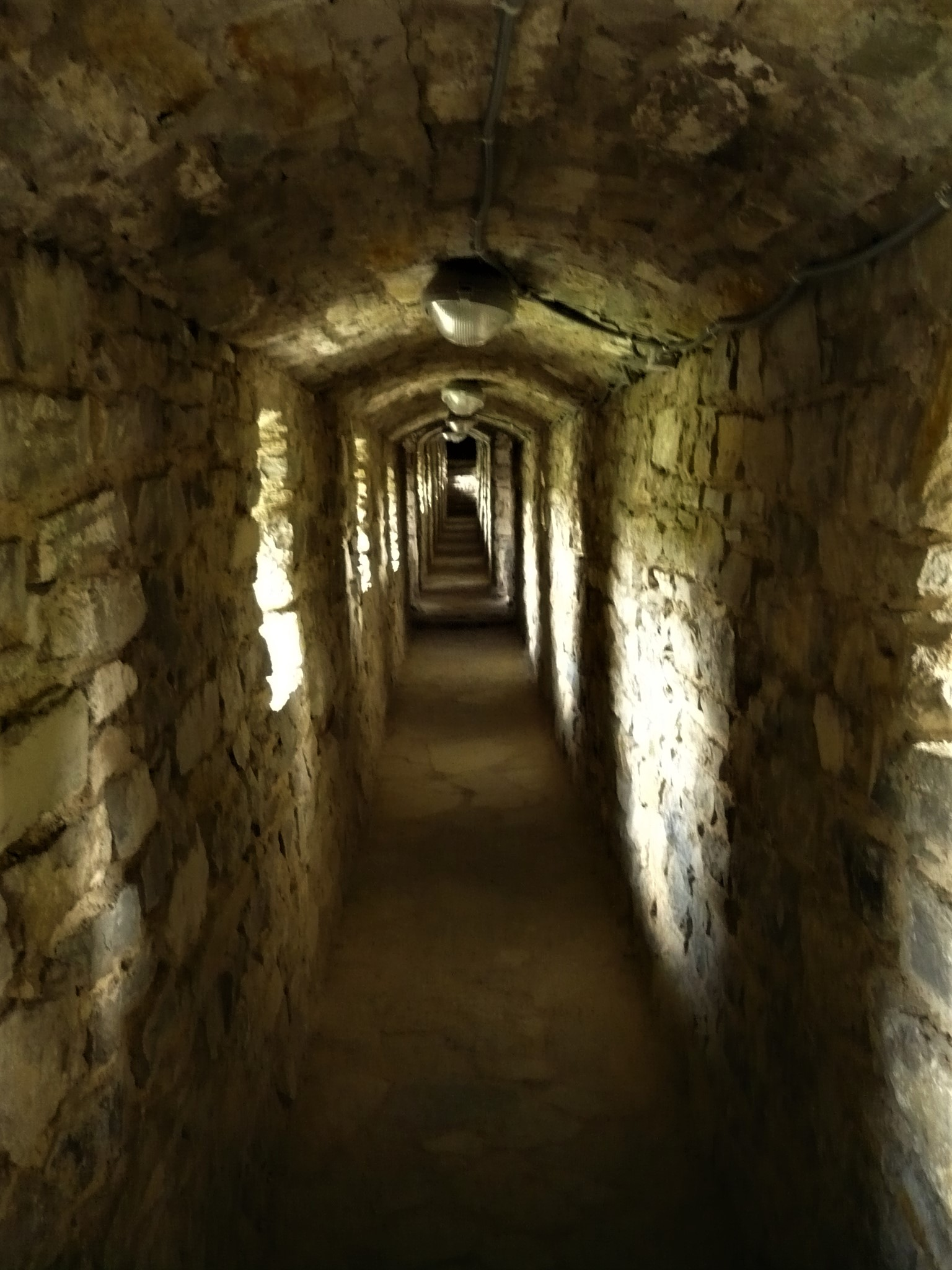
Ganek między basztami
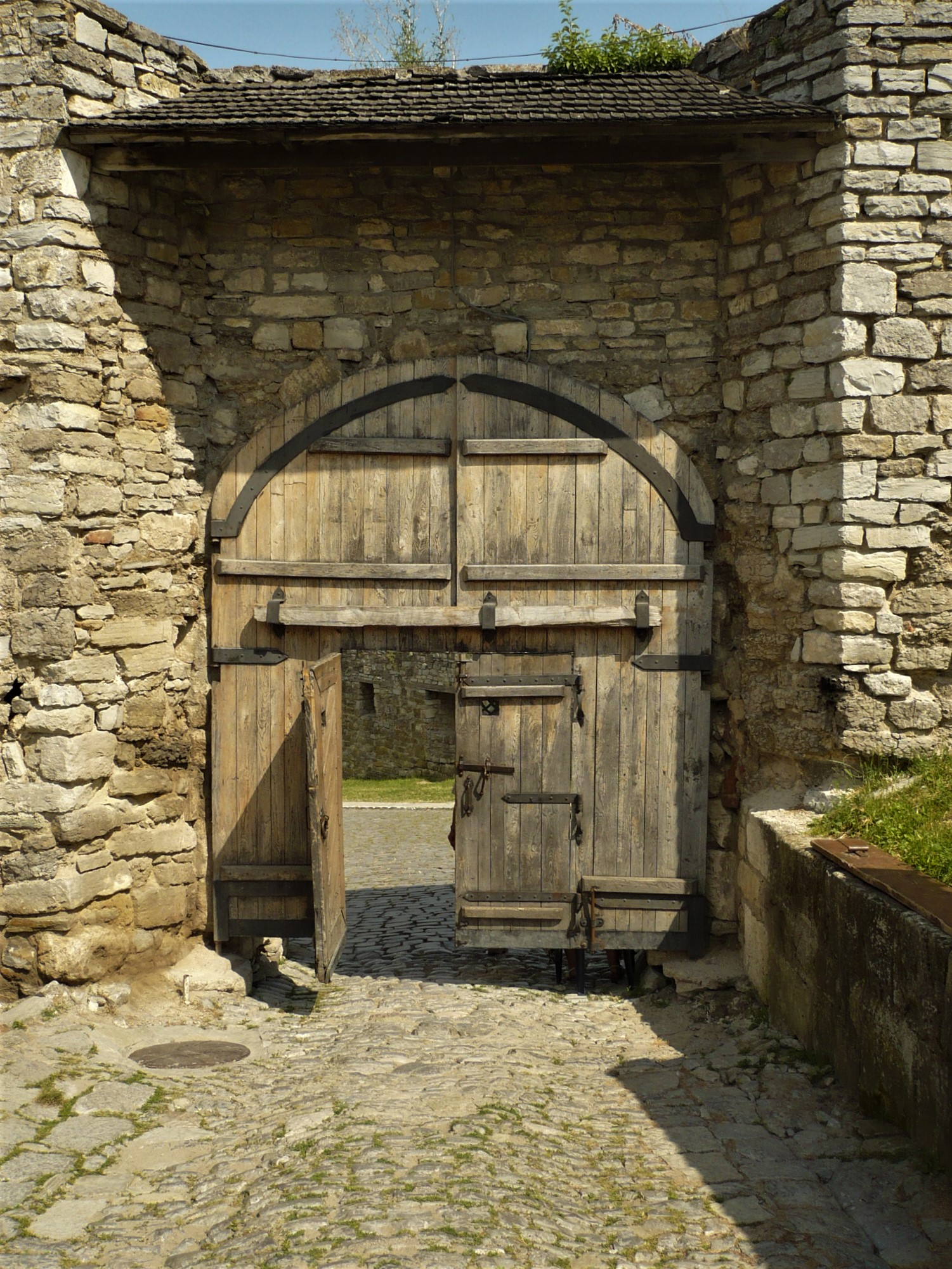
Brama
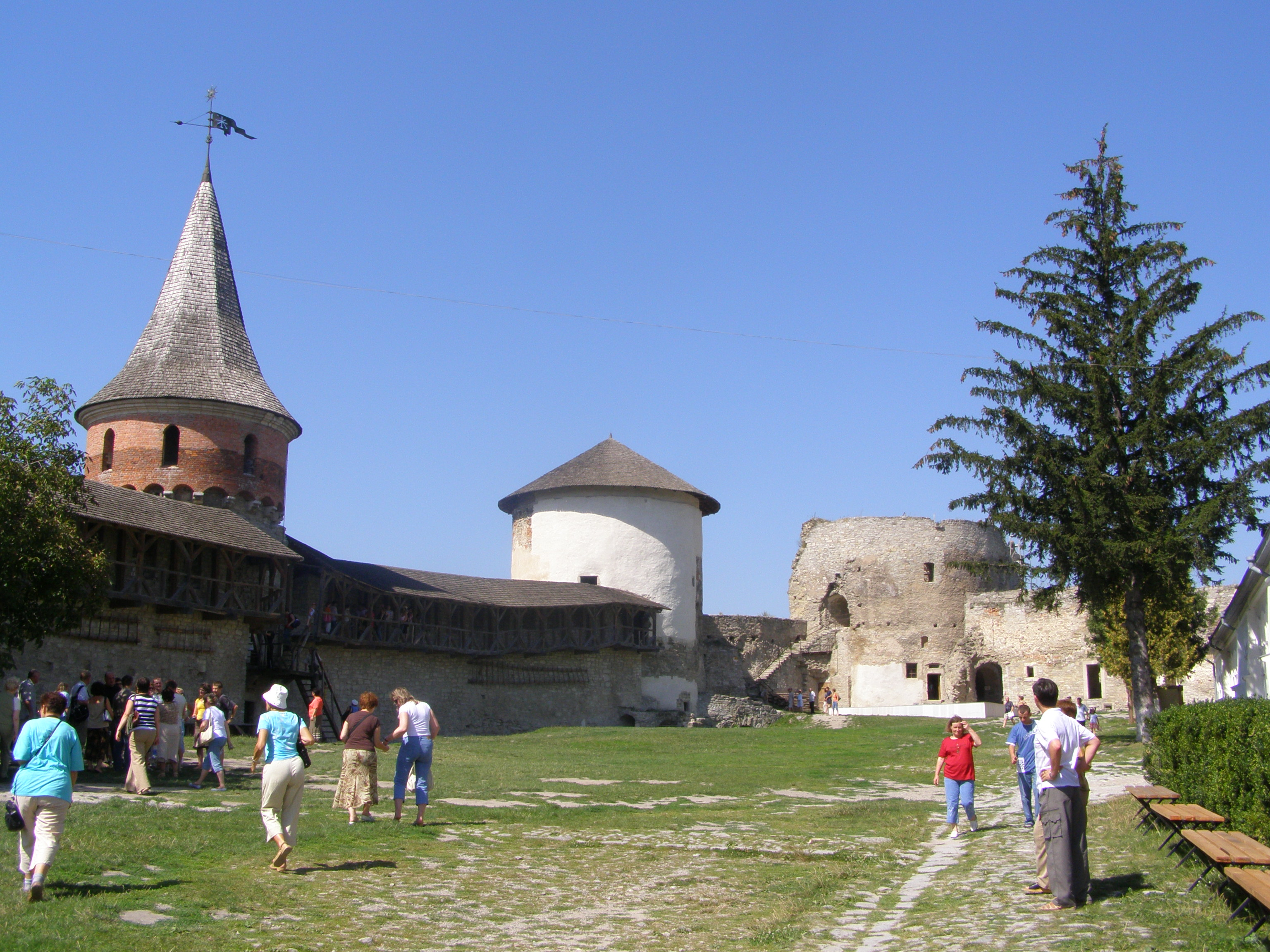
Dziedziniec twierdzy
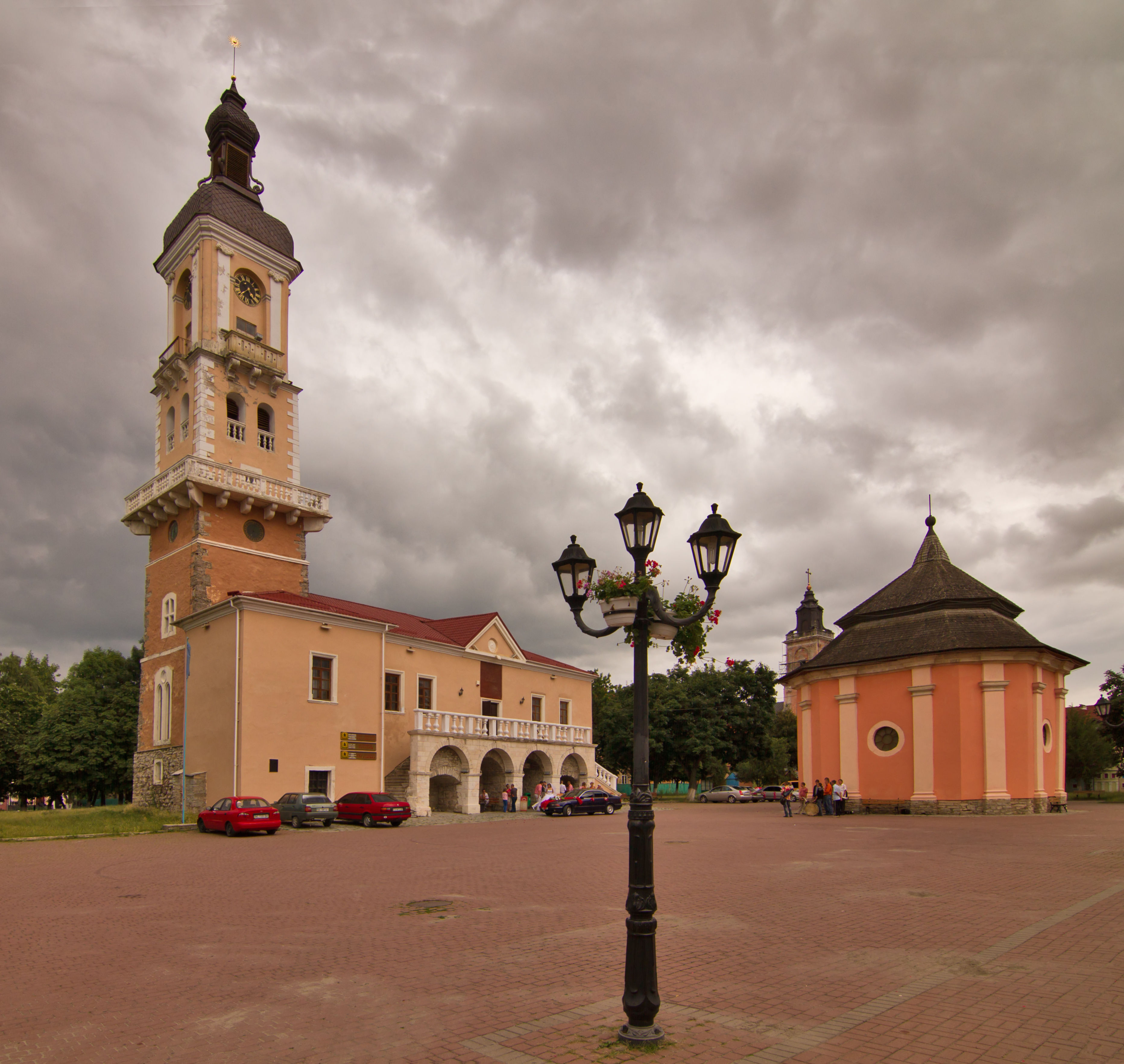
Ratusz Polski
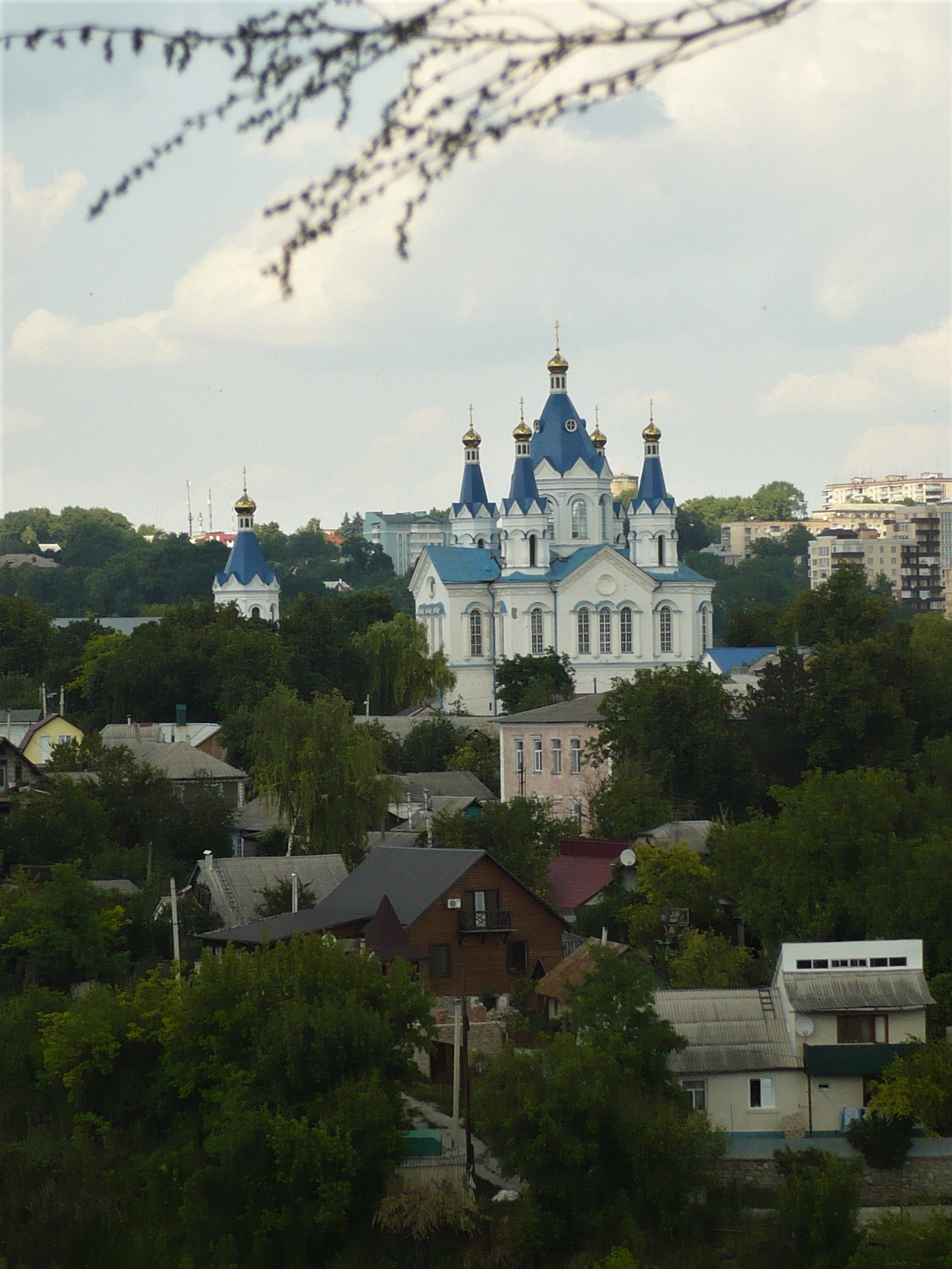
Cerkiew św. Jerzego
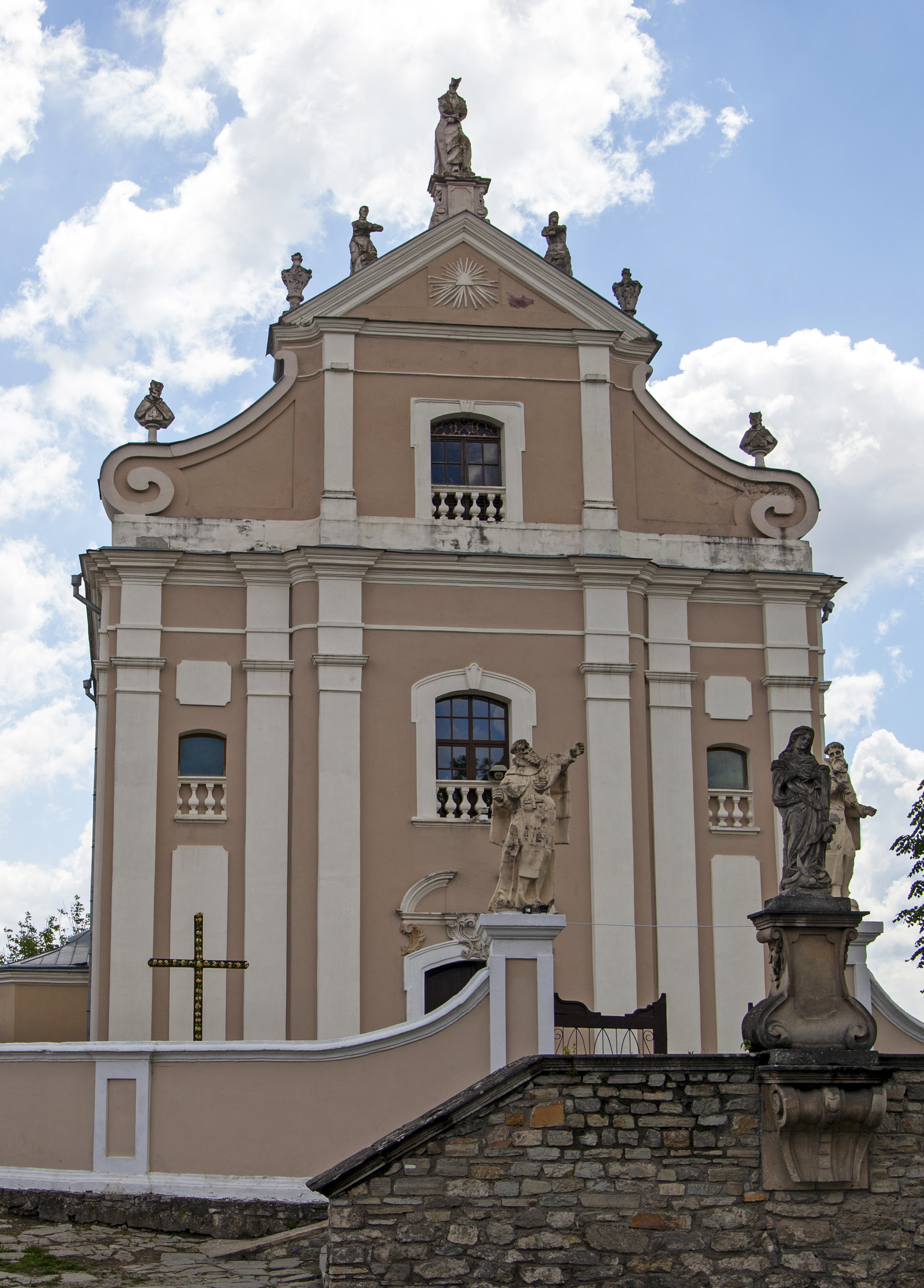
Kościół trynitarzy
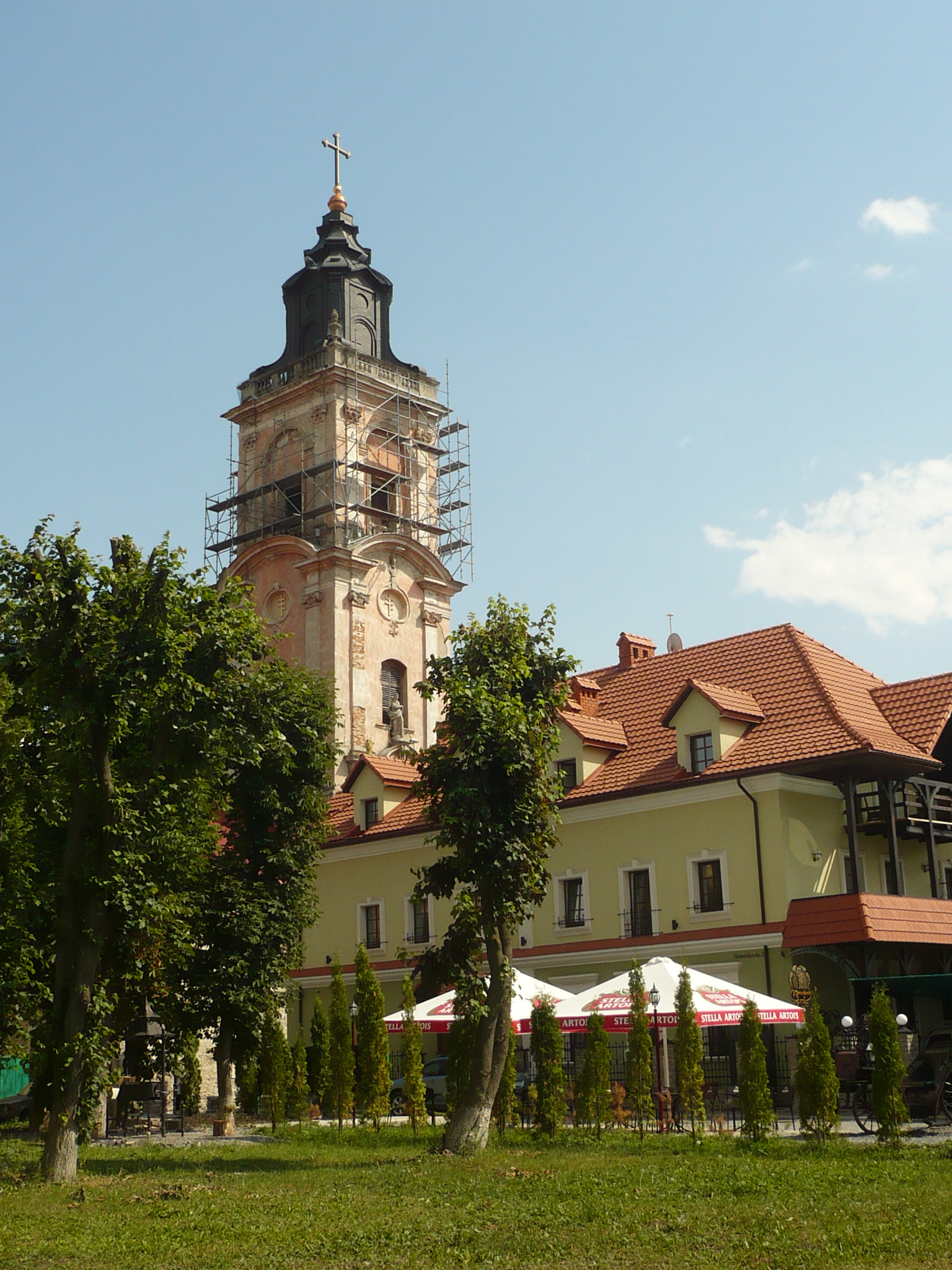
Klasztor dominikanów
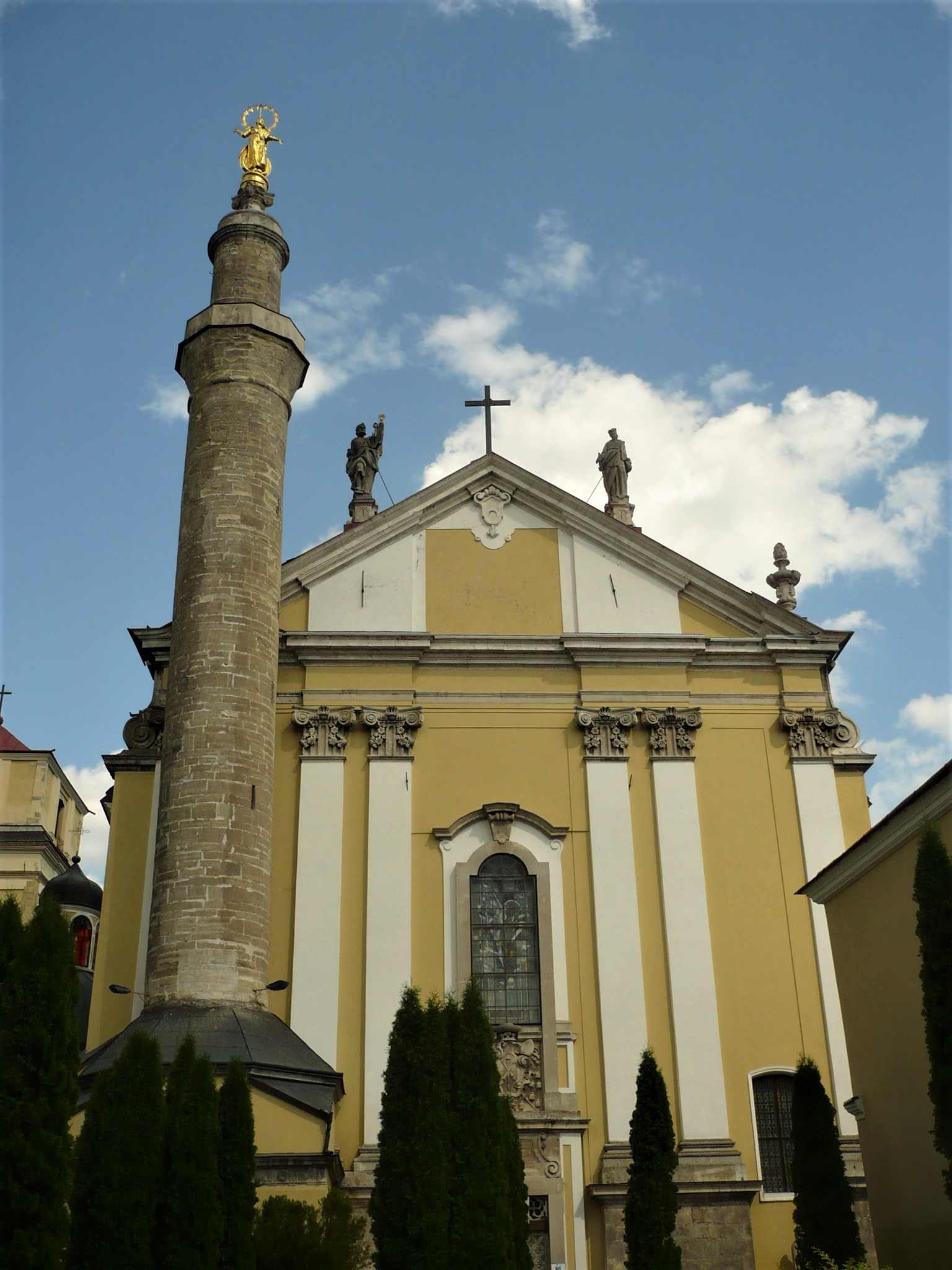
Katedra Piotra i Pawła
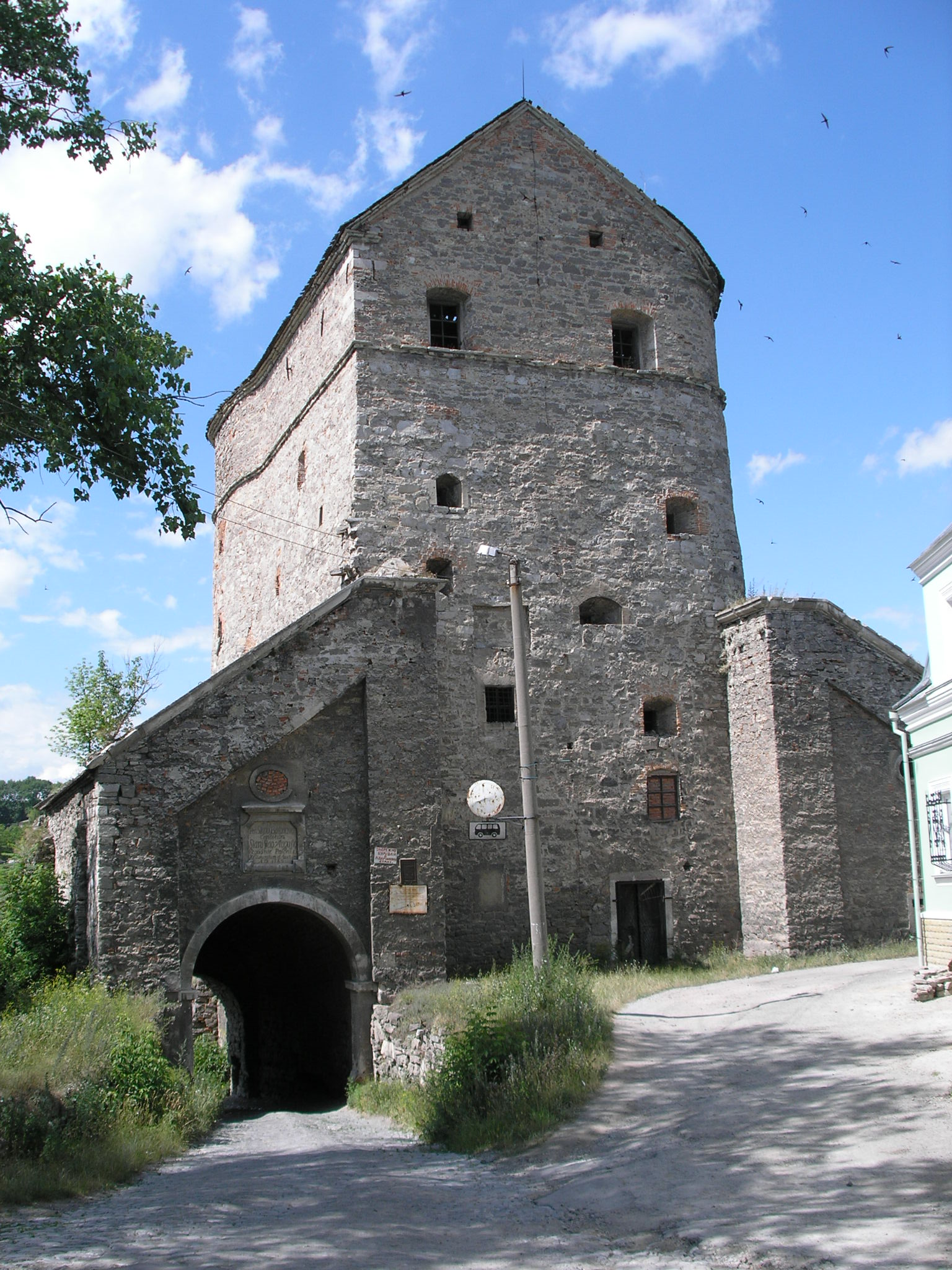
Baszta Batorego
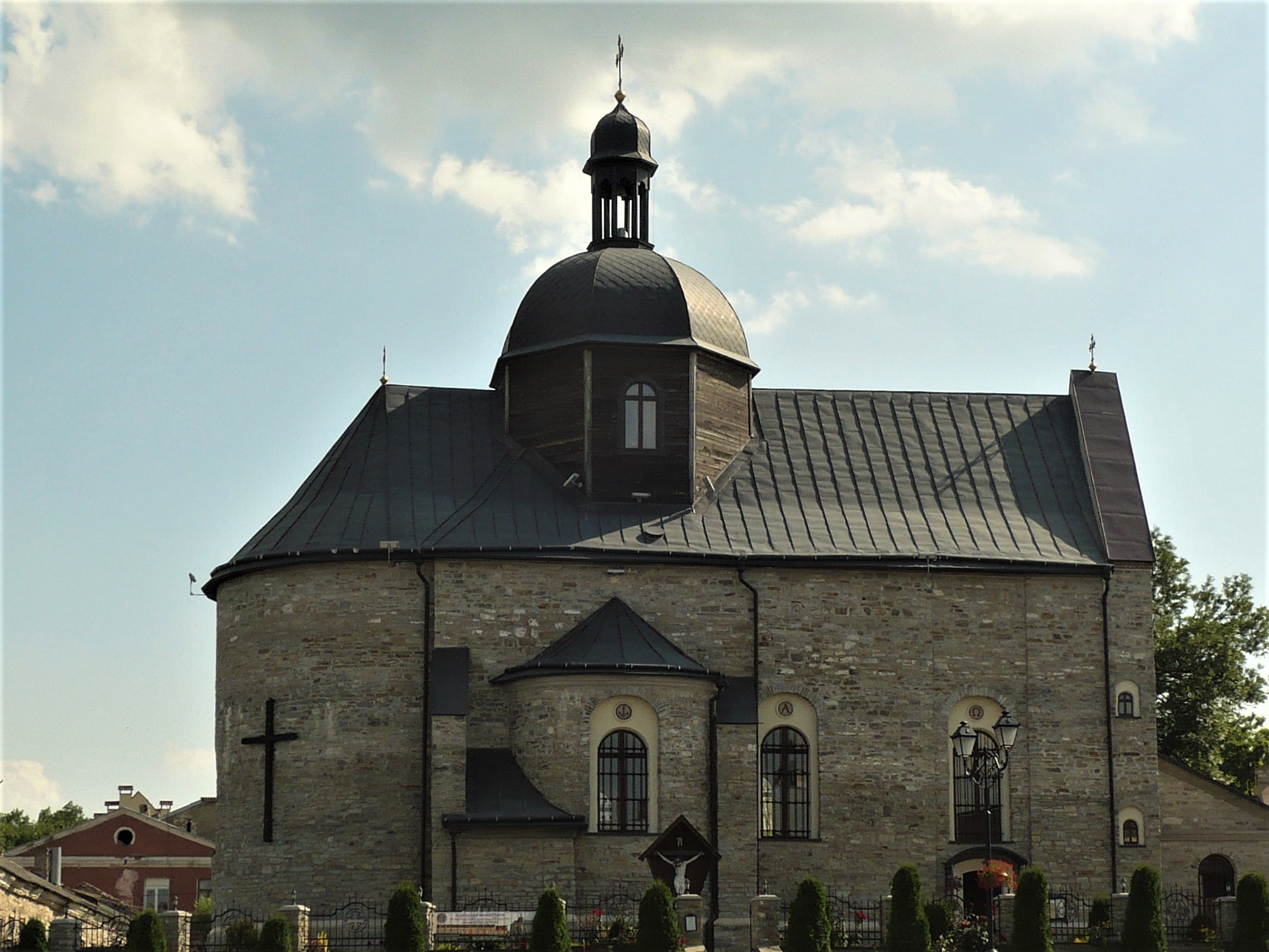
Cerkiew św. Trójcy
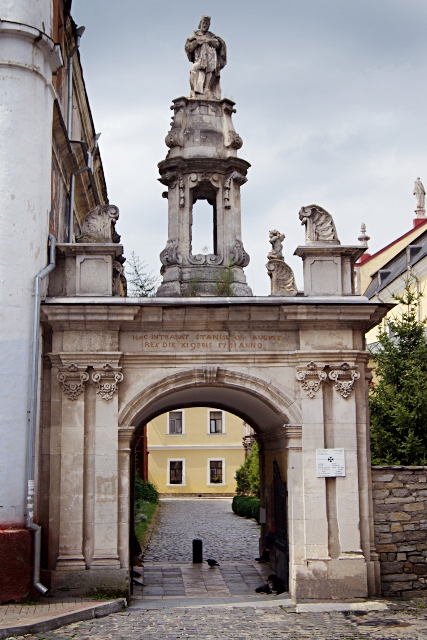
Łuk Stanisława
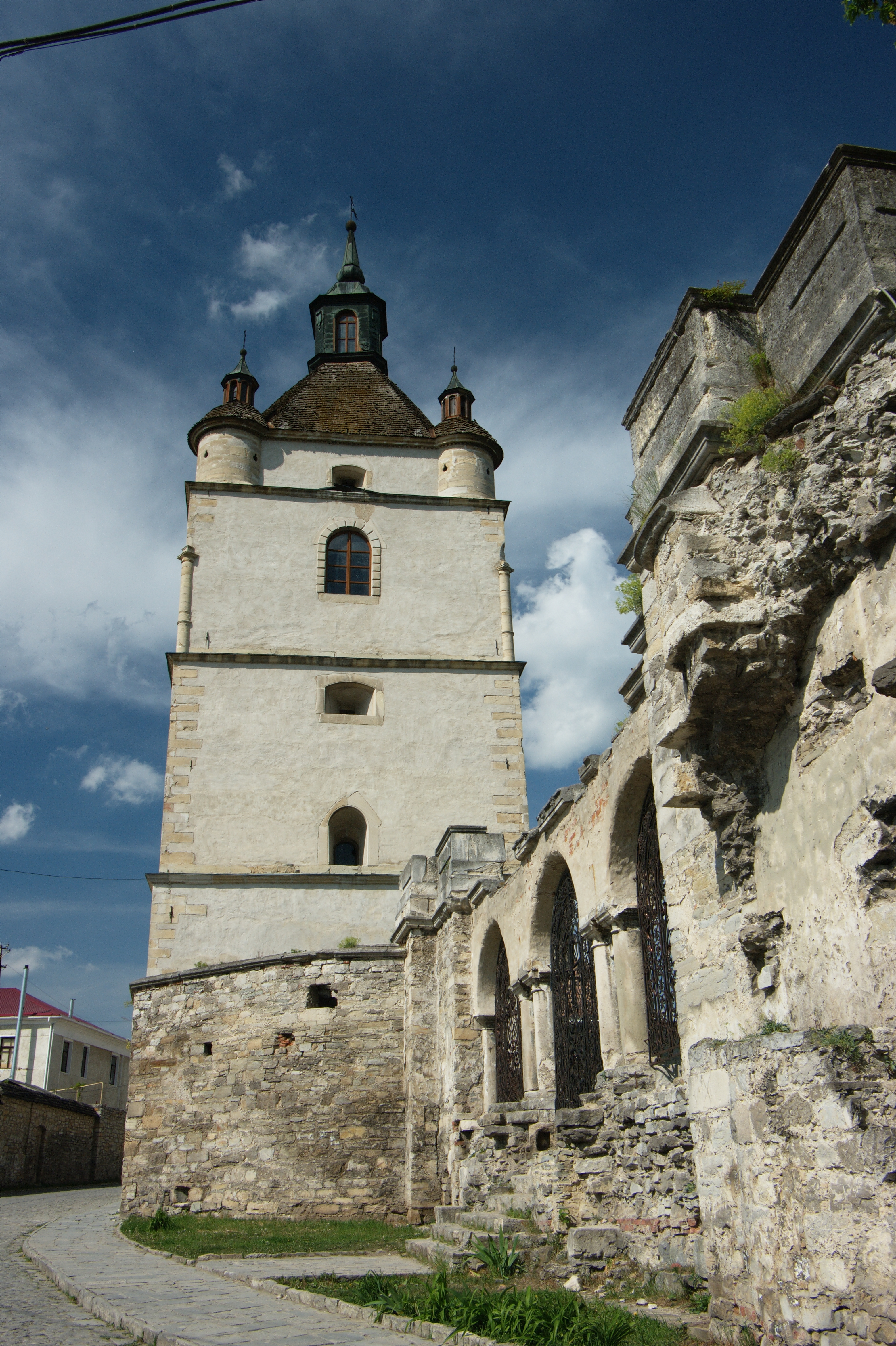
Dzwonnica ormiańska

## Zabytki
istniejące:
- Stary Zamek i Nowy Zamek
- Most Turecki
- Katedra rzymskokatolicka pw. śś. Piotra i Pawła z 1483 roku, z dobudowanym w 1750 roku prezbiterium (reorientacja świątyni) oraz Bramą Triumfalną z 1781 roku, wzniesioną ku czci Stanisława Augusta Poniatowskiego. Zachowało się epitafium Pawła Damięckiego z 1628 roku oraz grobowiec Laury Przeździeckiej z 1876 roku
- Kościół pw. św. Mikołaja i klasztor Dominikanów (kasata 1843) w stylu barokowym z 1616 roku, przebudowany w 1748 roku sumptem wiernych i starosty Michała Franciszka Potockiego, obecnie siedziba paulinów opiekujących się miejscową wspólnotą polską. Za czasów ZSRR mieściło się w nim archiwum NKWD. W 1993 roku miał miejsce pożar, po którym konieczne było czasowe rozebranie hełmu wieży. Środkową kondygnację fasady zdobią barokowe rzeźby św. Jacka, św. Dominika, Matki Bożej Bolesnej i św. Mikołaja
- Kościół Franciszkanów pw. Wniebowzięcia NMP z 1616 roku (ob. prawosławna cerkiew Zaśnięcia Matki Boskiej), brak górnej części wieży)[a][b]. Do kościoła od południa przylega klasztor franciszkanów. W podziemiach kościoła złożono zwłoki Jerzego Wołodyjowskiego[25]. Istniejąca do dzisiaj nawa powstała w 1616 roku, a w 2 poł. XVIII wieku dobudowano od wschodu barokową fasadę z nieistniejącą obecnie wieżą[26]
- Kościół Trynitarzy pw. Świętej Trójcy z 1750 roku (ob. cerkiew greckokatolicka św. Jozafata) w stylu barokowym[27]. Trynitarze zajmowali się wykupywaniem z niewoli chrześcijańskich niewolników z jasyru, dlatego na fasadzie kościoła znajdowała się niegdyś figura Pana Jezusa zrywającego łańcuchy z więźniów. Teren kościoła otacza mur z bramą, na której umieszczono figury św. Bazylego i św. Jana z Mathy.
- Kościół św. Michała i klasztor Sióstr Dominikanek w Kamieńcu Podolskim z 1722 roku. W 2 poł. XVIII wieku zespół został odrestaurowany dzięki darowiźnie starosty Michała Franciszka Potockiego[28]. Po 1866 roku koszary, po 1945 roku fabryka. Kościół i klasztor zostały odzyskane przez kościół rzymskokatolicki w latach 90. XX w., i od tego czasu przywracane do stanu sprzed jego dewastacji
- Ratusz Polski z końca XIV wieku
- Rynek Polski w Kamieńcu Podolskim
- Ratusz Ruski z końca XVII wieku
- Ormiański dom handlowy z 1479 roku
- Studnia Ormiańska z XVIII wieku na Rynku Polskim
- Obwarowania miasta (w kolejności)
  - Brama Miejska z XVI wieku
  - Bastion Ormiański (Bateria św. Teresy) z około 1760 roku
  - Baszta Zacharzewska
  - Brama Polska (Brama Lacka) z początku XVI wieku z barbakanem, wyposażona niegdyś (podobnie jak Brama Ruska) w urządzenia piętrzące wodę w rzece
  - Bastion Turecki (Rądel Panienski, Bateria Panny Maryi)
  - Baszta Batorego z 1585 roku (podwyższona w 1785 roku) z Bramą Wietrzną i prochownią z XVIII wieku
  - Baszta Rzeźnicka (Garncarska)[29] z 1583 roku z położoną obok Synagogą z 2 poł. XIX wieku
  - Baszta Ślusarska (Krawiecka)[30] z końca XIV wieku (na północ od Baszty Kuśnierskiej), na planie okręgu, obecnie ruina
  - Baszta Kuśnierska (dawniej błędnie nazywana Krawiecką), na planie czworoboku, w większości zrekonstruowana po 2008 r.
  - Baszta Kazamatowa z lat 1783–1791[31], Rynek Ormiański 6A
  - Brama Ruska budowana od 1527 roku z orłem królewskim i herbem Ciołek z 1770 roku, z barbakanem i tamą na rzece, niegdyś główny wjazd do miasta
- Koszary Zawadzkiego z 1780 roku
- Kolegium jezuitów z 1611 roku, ul. Tatarska 14A[32]
- Dzwonnica ormiańska z XVI wieku (pozostałość katedry ormiańskiej pw. św. Mikołaja), we wnętrzu wieży prawosławna kaplica św. Szczepana (św. Stepanosa)
- Kościół ormiański pw. Zwiastowania NMP z 1597 roku (ob. cerkiew św. Mikołaja), pierwotnie pełnił funkcję ormiańskiej kaplicy cmentarnej, Zaułek Mikołajewski
- Katolickie Seminarium Duchowne z 1782 r., proj. Jan de Witte, Polski Rynek 18
- Unickie Seminarium Duchowne z 1789 roku w stylu barokowym (ob. galeria)[33], ufundowane w 1789 r. przez bpa Piotra Bielańskiego, ul. Pietnicka 11
- Cerkiew śś. Piotra i Pawła z XVI wieku i wieżą z XIX w.
- Cerkiew Św. Trójcy (zrekonstruowana na pocz. XXI wieku), bazylianów
- Szkoła Karmelitów, ul. Tatarska 10
- Kościółek św. Katarzyny z XVII wieku, za czasów zaboru tureckiego jedyna parafia katolicka na Podolu. Potem zamieniony na stajnię wielkiego wezyra, obecnie zrekonstruowany, ul. Franciszkańska 4[34]
- Kamienica przy Polskim Rynku 8 z tablicą fundacyjną z 1735 r.
- Rezydencja biskupa katolickiego[35] zbudowana przez bpa Adama Krasińskiego, ul. Franciszkańska 2
- Probostwo ormiańskie (Skład ormiański lub rezydencja kapłana), ul. św. Jana Chrzciciela
- Dwór komendanta twierdzy (Dwór Raciborowskiego)[36][37], we wnętrzu ślady dekoracji, Ormiańska 2A
- Dworek podkomorzego Kazimierza Lipińskiego, ul. Ormiańska 4
- Dwór Adama Kazimierza Czartoryskiego z XVIII wieku, ul. Zarwańska 13 (ob. misja greckokatolicka)
- Dwór starosty, ul. Dominikańska 2
- Cmentarz polski z kościołem Najświętszego Serca Jezusa z XIX w.[38]. Pochowani zostali na nim m.in.: historyk Józef Apolinary Rolle, fotograf Michał Greim, malarz Jan Greim; ul. Nihynske Hwy 38
- Cerkiew św. Jerzego (Grigorijewska) na terenie Polskich Folwarków – budowę rozpoczęto w 1851 roku na wzór moskiewskiej architektury sakralnej; za USRR magazyn zboża i soli, następnie planetarium, od 1990 roku odzyskany przez prawosławnych
- Cerkiew drewniana pw. Podwyższenia Krzyża Świętego z 1801 r., położona w dole jaru rzeki Smotrycz na terenie wsi Karwasary zamieszkanej dawniej przez Tatarów

nieistniejące:
- Kościół Karmelitów Bosych pw. NMP i św. Józefa z 1717 roku, barokowy z dwuwieżową fasadą (od XIX wieku sobór prawosławny Matki Boskiej Kazańskiej z dodaną kopułą), wysadzony w powietrze w latach 30. XX wieku, ul. Tatarska[39]
- Kościół Jezuitów pw. św. Stanisława (rozebrany w 1833 roku, obecnie w tym miejscu znajduje się szkoła), ul. Tatarska 13
- Brama Stanisława Augusta na drodze pod zamkiem (dawna średniowieczna Brama Polna)
- Kościółek św. Katarzyny z XIV wieku (pomiędzy klasztorem franciszkanów i pałacem biskupa), zniszczony w 1 połowie XIX wieku
- Synagoga Olter Szile przy Bramie Garncarskiej
- Pałac komendanta twierdzy z XVIII wieku na Rynku Ormiańskim
- Ormiańska katedra św. Mikołaja, w formie murowanej powstała w XVI wieku, a w latach 1756–1767 przebudowana w stylu klasycystycznym. Zburzona w latach 30. XX wieku. Zachowała się jedynie dzwonnica z kaplicą św. Szczepana (ob. prawosławna), arkadowy fronton i przyziemie murów.
- Kościółek św. Stanisława na terenie Starego Zamku.

## Ludność
Miasto liczy 101 728 mieszkańców (1 stycznia 2015).
Zgodnie z danymi spisu powszechnego 2001 w Kamieńcu Podolskim mieszkały 99 610 osoby. Z tego Ukraińcy stanowili 90 181 osób (91,2%), Rosjanie – 5824 osób (5,9%), Polacy – 549 osób (0,6%), Białorusini – 269 osób (0,3%) i Żydzi – 233 osób (0,2%).

### Liczba ludności
|             | 1926  | 1939  | 1959  | 1989  | 2001  |
| Ukraińcy    | 45,1% | 51,0% | 72,7% | 84,6% | 91,2% |
| Rosjanie    | 7,2%  | 6,9%  | 17,6% | 11,7% | 5,9%  |
| Polacy      | 6,1%  | 2,8%  | 2,5%  | 0,8%  | 0,6%  |
| Białorusini | 0,4%  | 0,2%  | 0,7%  | 0,5%  | 0,3%  |
| Żydzi       | 39,9% | 38,1% | 5,7%  | 1,5%  | 0,2%  |

Język ojczysty według spisów ludności z lat 1897, 1926, 2001:
|           | 1897  | 1926  | 2001  |
| ukraiński | 27,1% | 44,7% | 91,2% |
| rosyjski  | 20,6% | 14,2% | 7,1%  |
| polski    | 6,0%  | 3,1%  | 0,1%  |
| jidysz    | 44,8% | 36,5% | 0,02% |

## Oświata

### Uczelnie
- Kamieniec Podolski Uniwersytet Narodowy im. Iwana Ohijenki (dawniej Instytut nauczycielski w Kamieńcu Podolskim)
- Podolski Państwowy Uniwersytet Rolniczo-Techniczny

## Miasta partnerskie
- Chełm, Polska[46]
- Częstochowa, Polska[47]
- Głogów, Polska[48]
- gmina Gorzyce, Polska[49]
- Hrubieszów, Polska[50]
- Kalisz, Polska[51]
- Kolbuszowa, Polska[52]
- Lublin, Polska[53]
- Przemyśl, Polska[54]
- Sanok, Polska[55]
- gmina Tarnowo Podgórne[56]
- Włodawa[49][57]
- Zawiercie, Polska[58]
- Brantford, Kanada[59]
- Cihanbeyli(inne języki), Turcja[49][60]
- Dolný Kubín, Słowacja[61]
- Esslingen am Neckar, Niemcy[62]
- Herrljunga, Szwecja[63]
- Kutná Hora, Czechy[64]
- Līvāni, Łotwa[65]
- Roman, Rumunia[66]
- Wiesbaden, Niemcy[67]
- Wiłkomierz, Litwa[68]
- Zalău, Rumunia[69]

## Kamieniec w literaturze
Opis oblężenia Kamieńca Podolskiego przez Turków został zawarty w trzeciej części Trylogii Henryka Sienkiewicza – „Panu Wołodyjowskim”. Tytułowy bohater, Michał Jerzy Wołodyjowski, nie opuszcza bronionej przed oblegającymi ją Turkami sułtana twierdzy i na wieść, że komisarze oddali miasto wrogom, po wyprowadzeniu przez przyjaciela wojsk, wysadza zamek, samemu przy tym tracąc życie:

(...) Wołodyjowski zaś zdjął hełm z głowy; chwilę spoglądał jeszcze na tę ruinę, na to pole chwały swojej, na gruzy, trupy, odłamy murów, na wał i na działa, następnie podniósłszy oczy w górę, począł się modlić... Ostatnie jego słowa były: – Daj jej, Panie, moc, by zaś cierpliwie to zniosła, daj jej spokój!... Ach!... Ketling pospieszył się, nie czekając nawet na wyjście regimentów, bo w tej chwili zakołysały się bastiony, huk straszliwy targnął powietrzem: blanki, wieże, ściany ludzie, konie, działa, żywi i umarli, masy ziemi – wszystko to porwane w górę płomieniem, pomieszane, zbite jakby w jeden straszliwy ładunek, wyleciało w powietrze... Tak zginął Wołodyjowski, Hektor kamieniecki, pierwszy żołnierz Rzeczypospolitej. (...)

- Jan Przybył: Kamieniec Podolski, albo, Trylogia na nowo przeżywana. Wyd. Nortom, Wrocław 1998, ISBN 83-85829-07-5

## Galeria

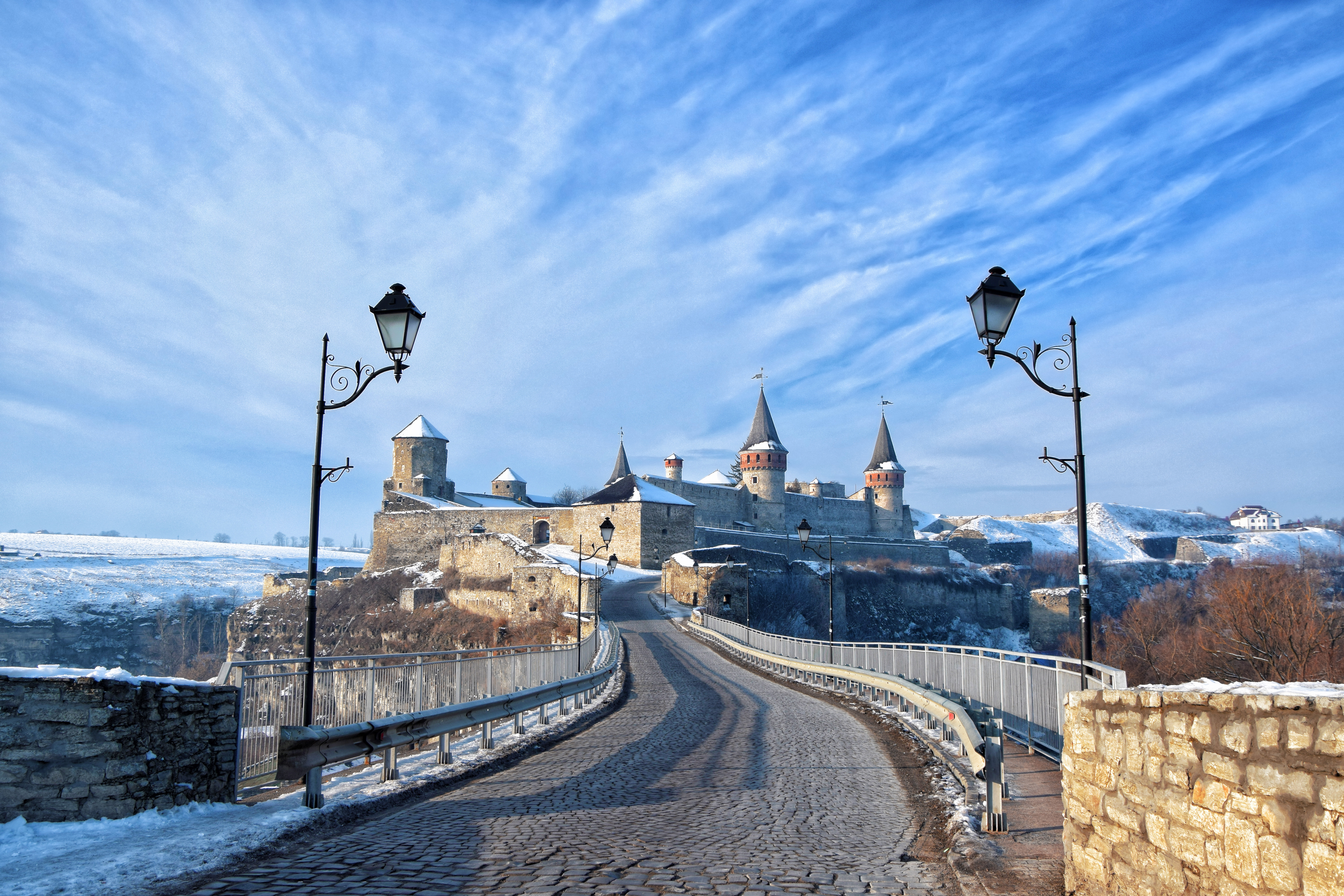
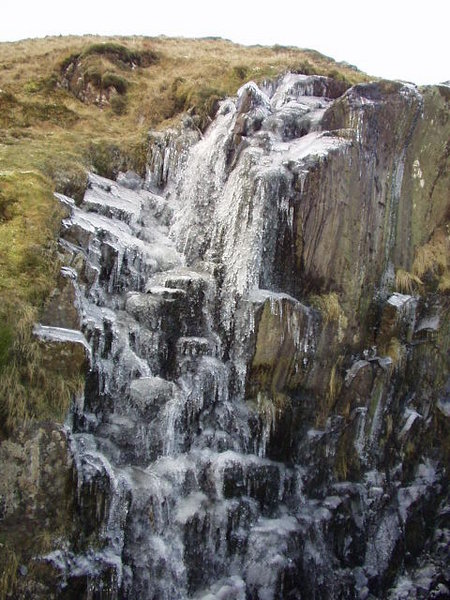
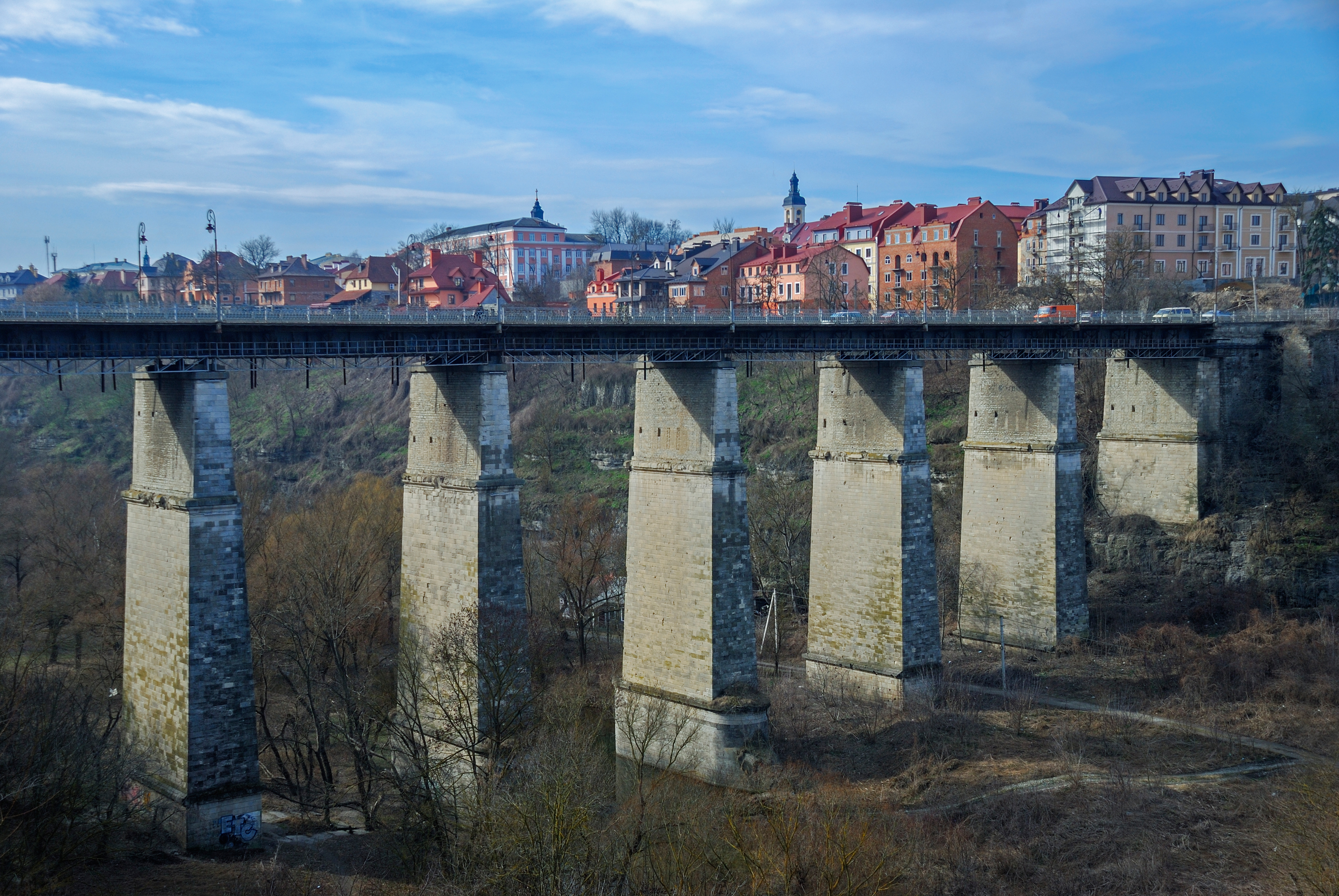
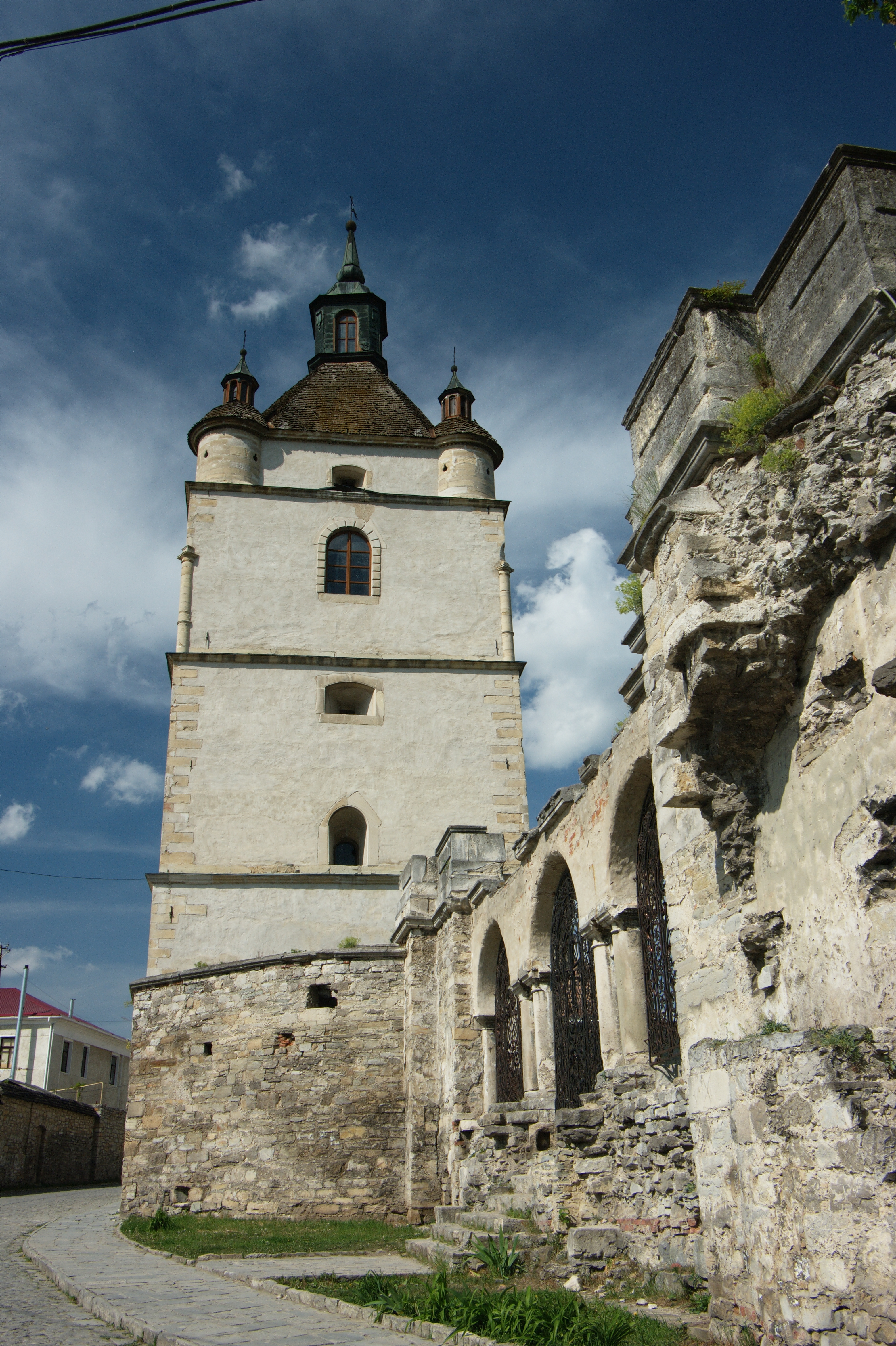
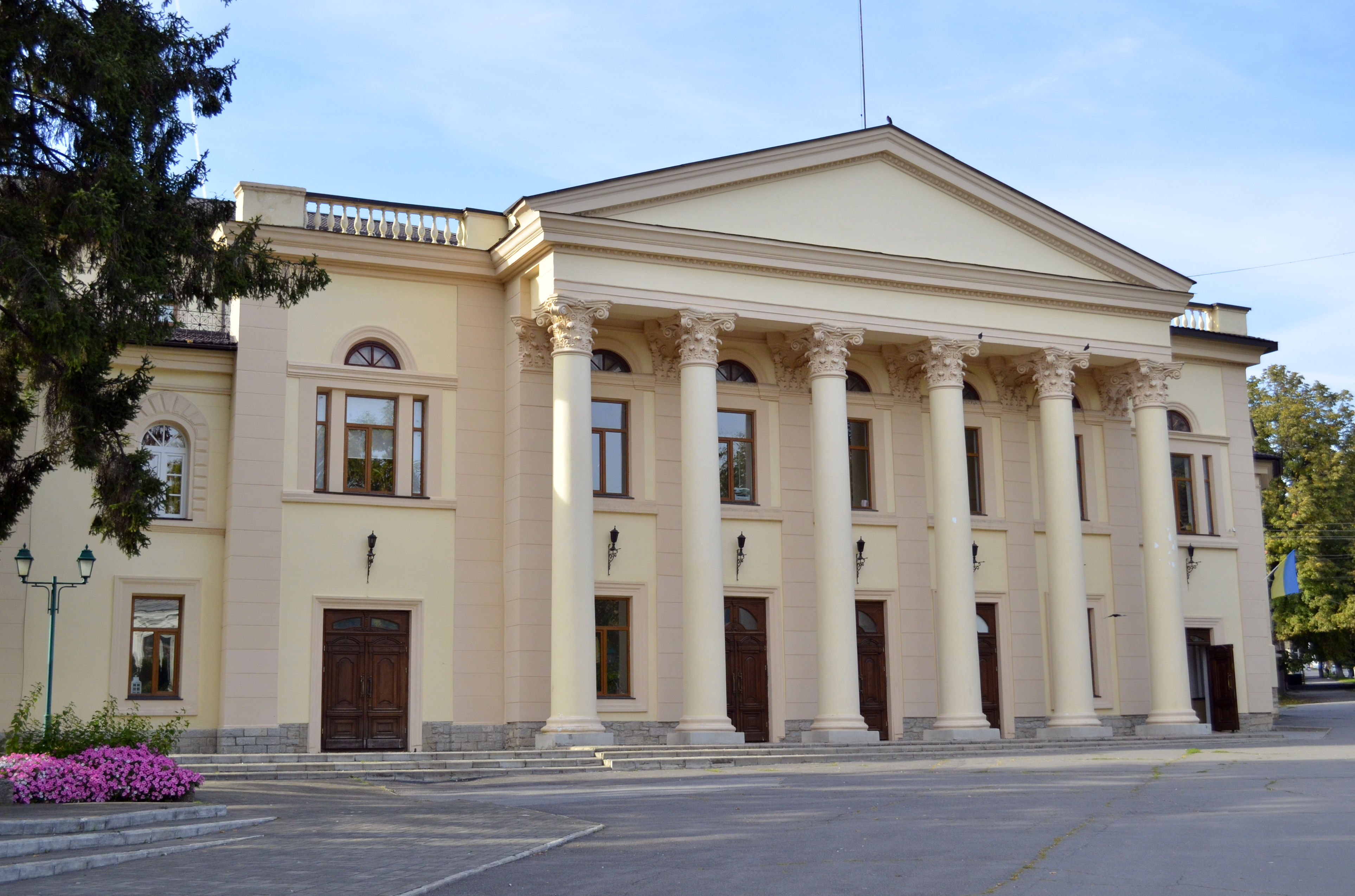
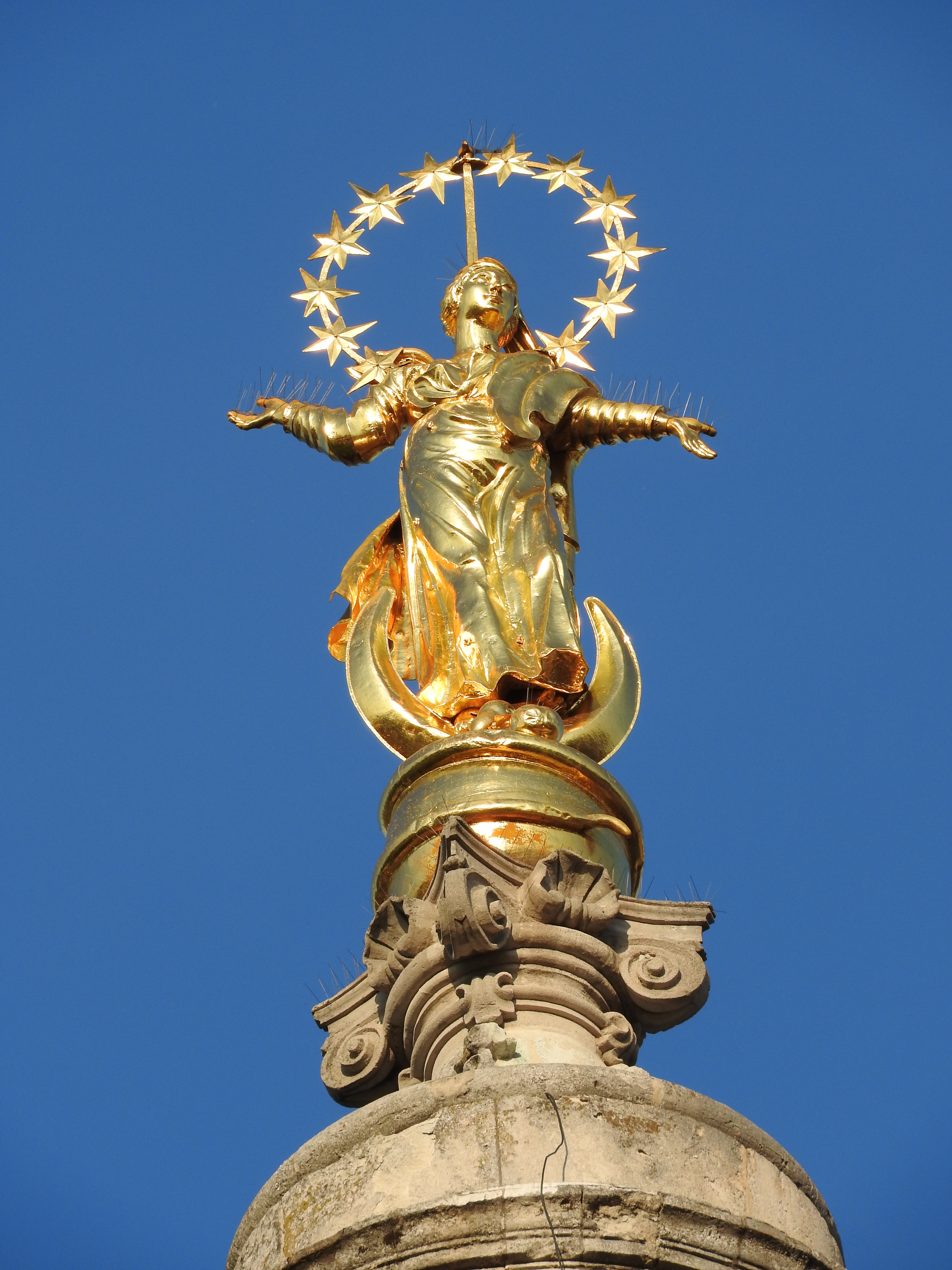
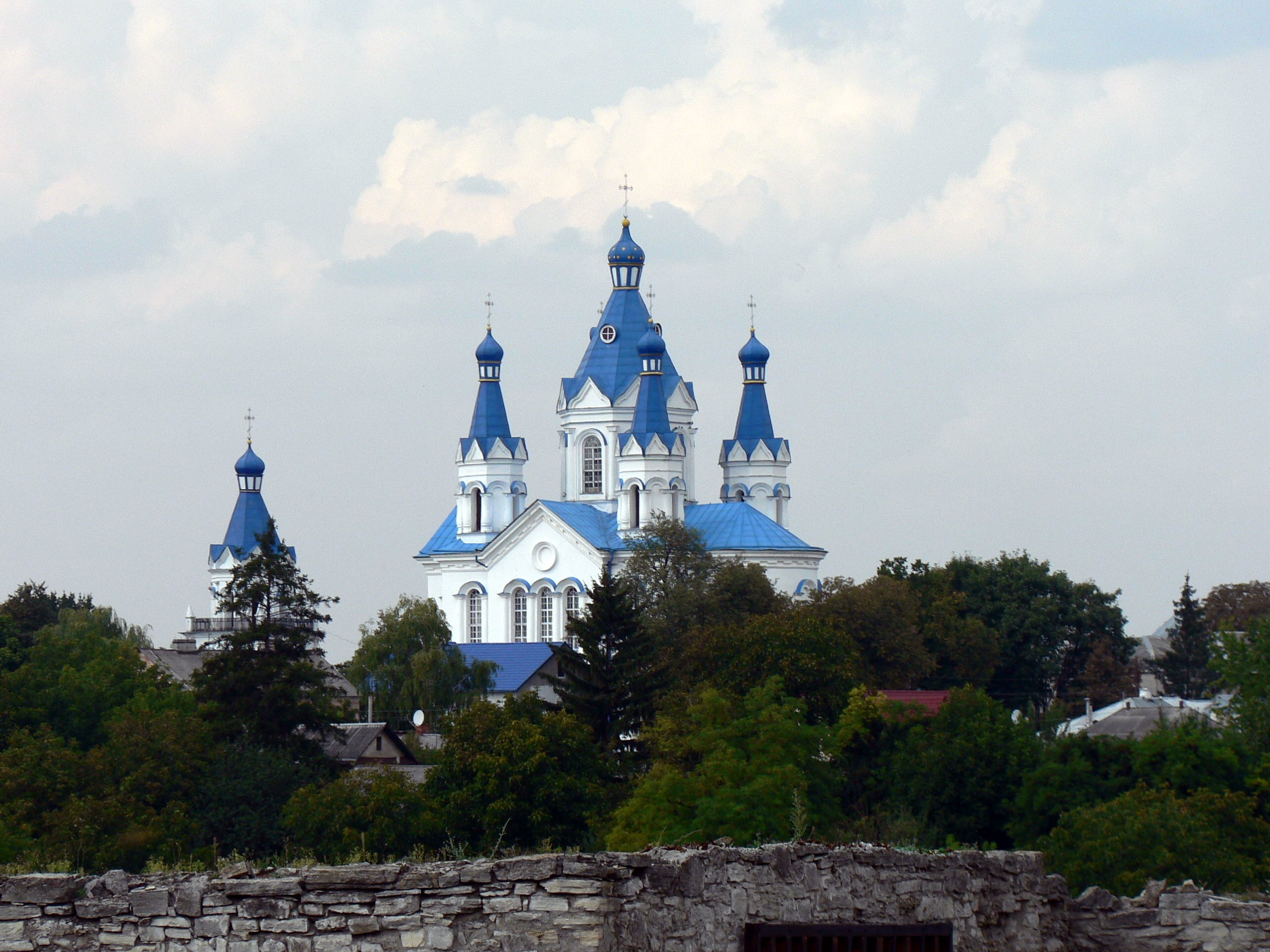
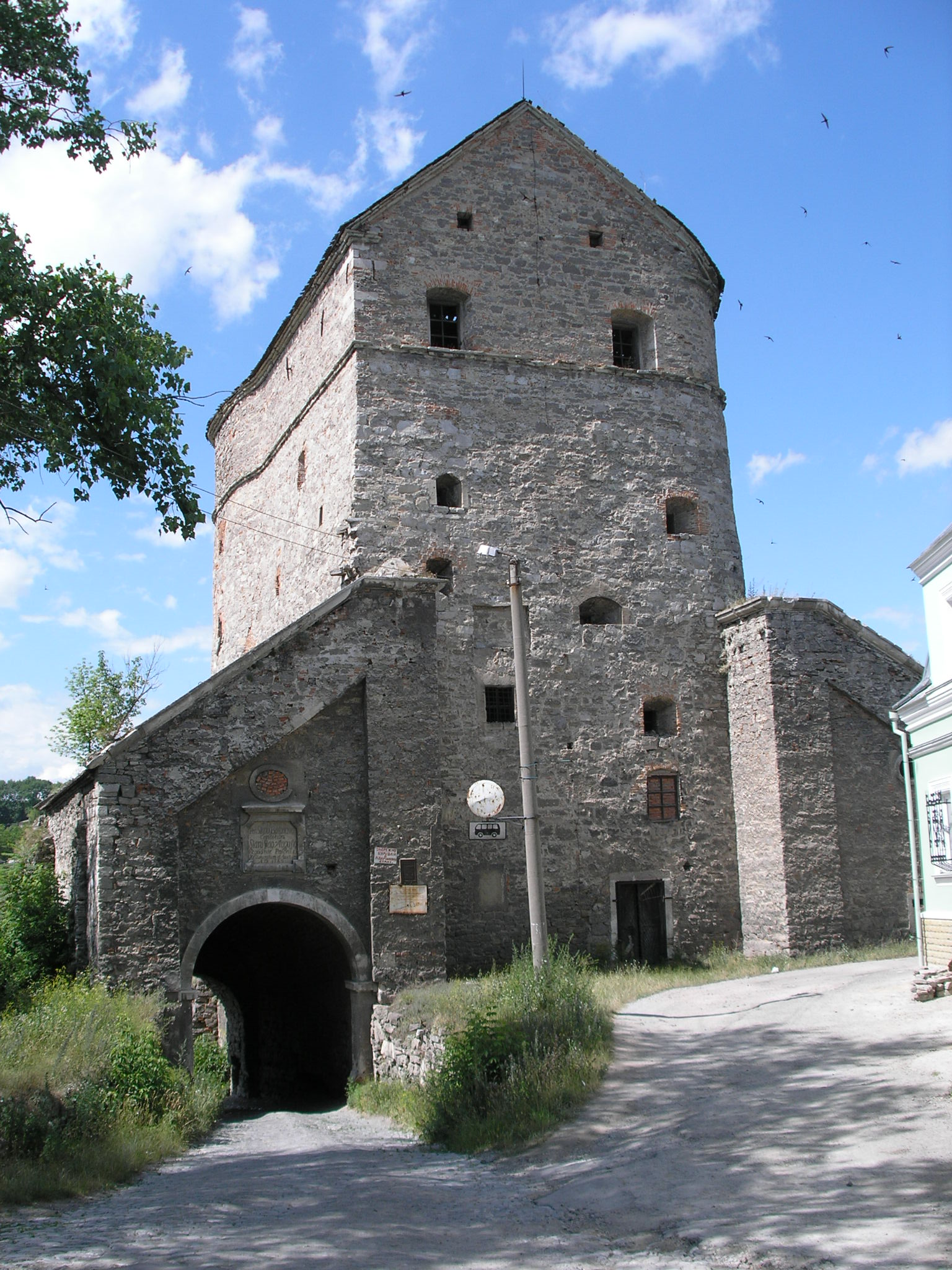
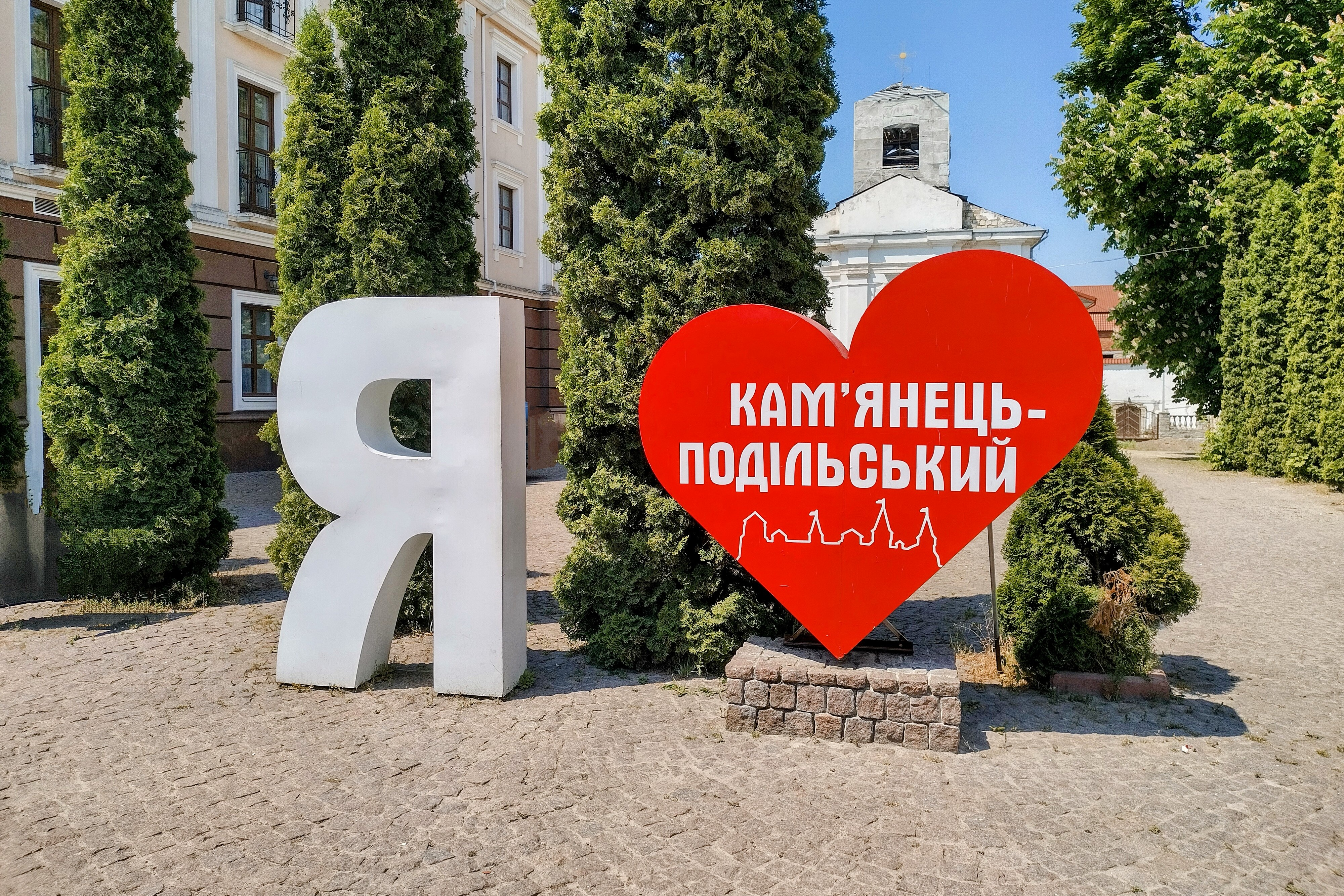
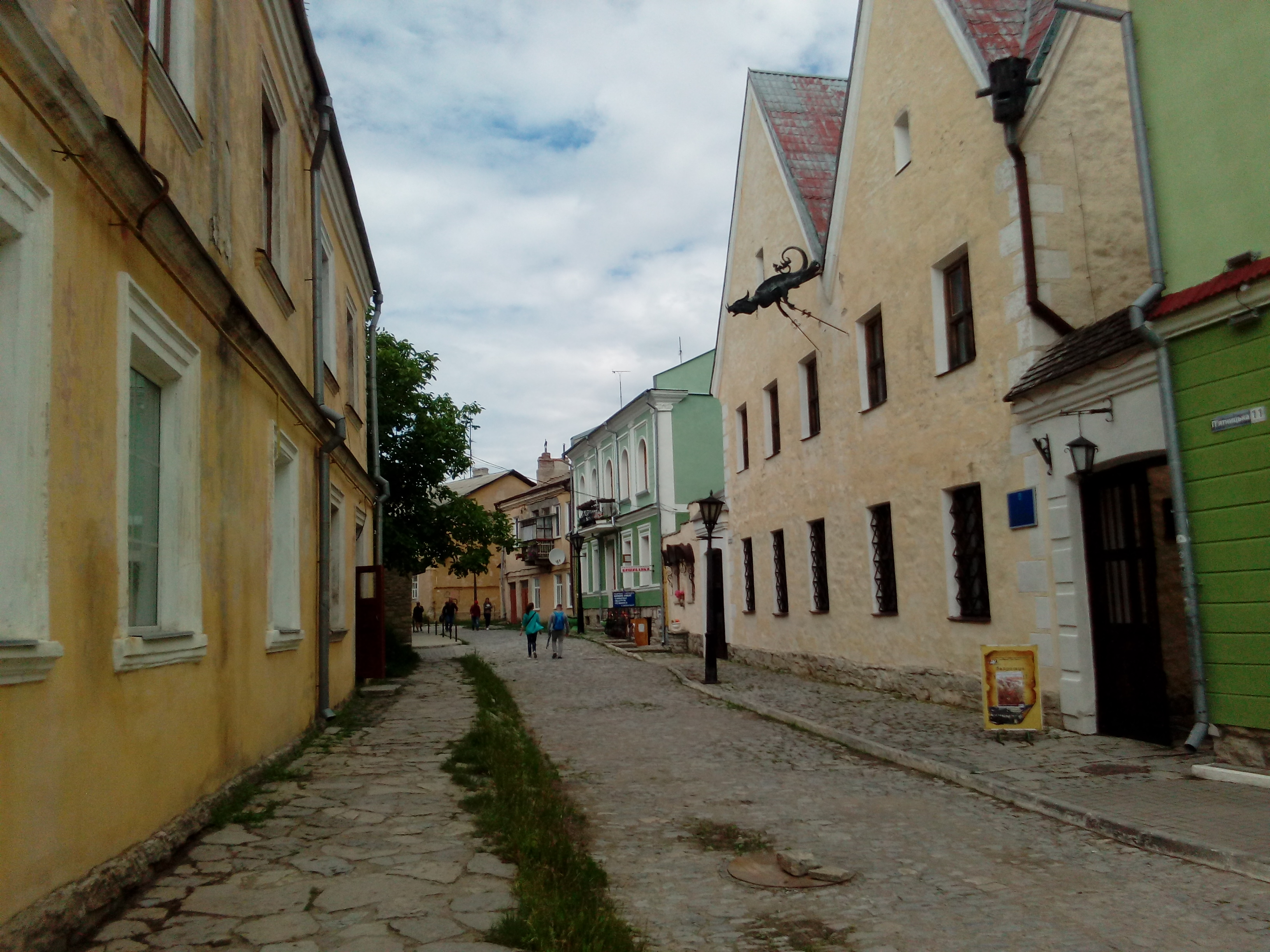
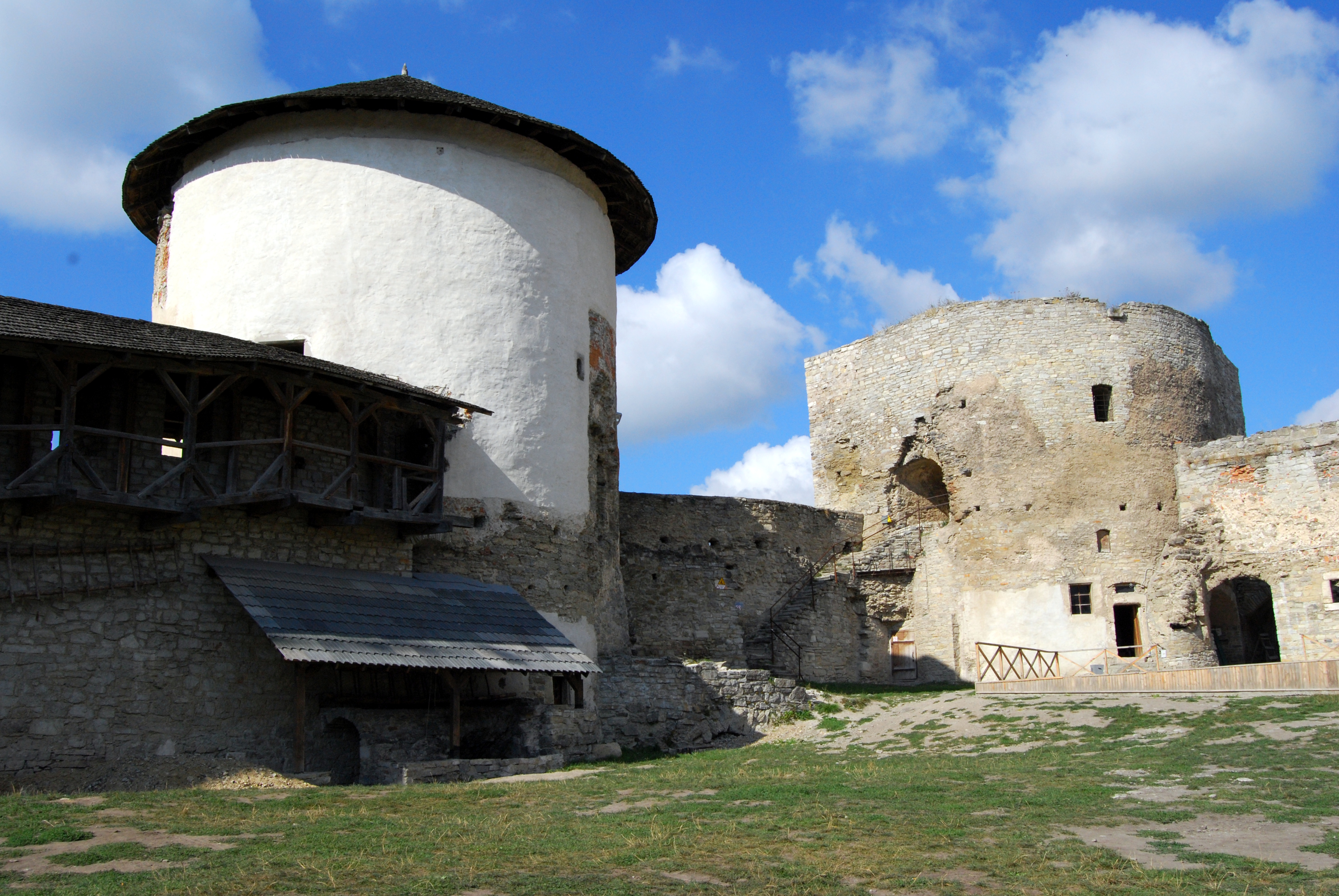
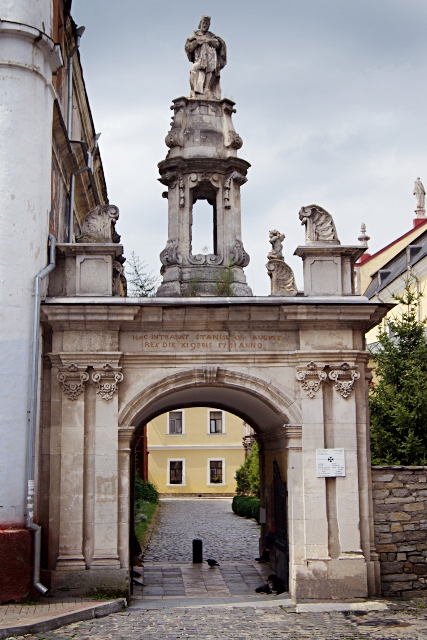
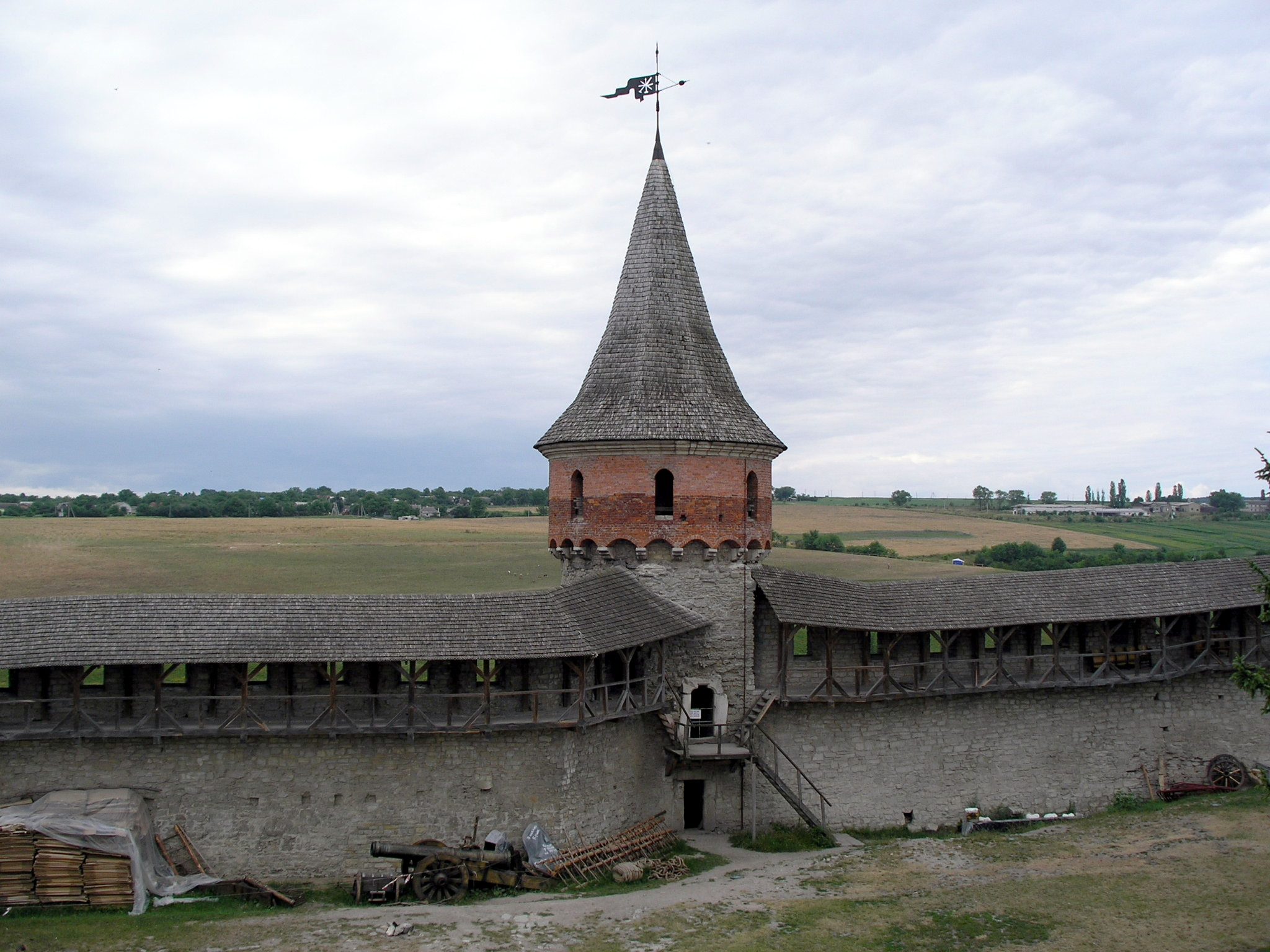
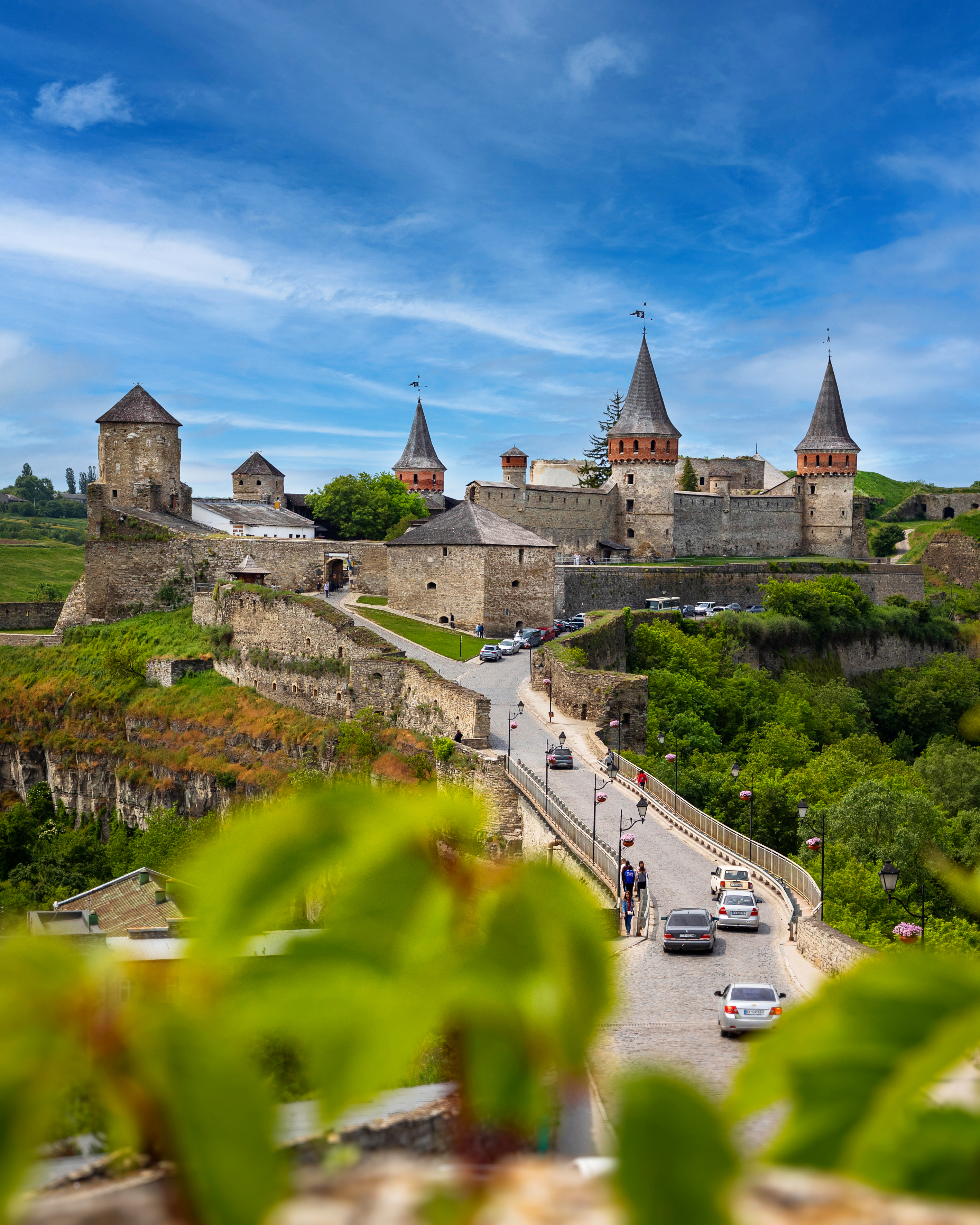
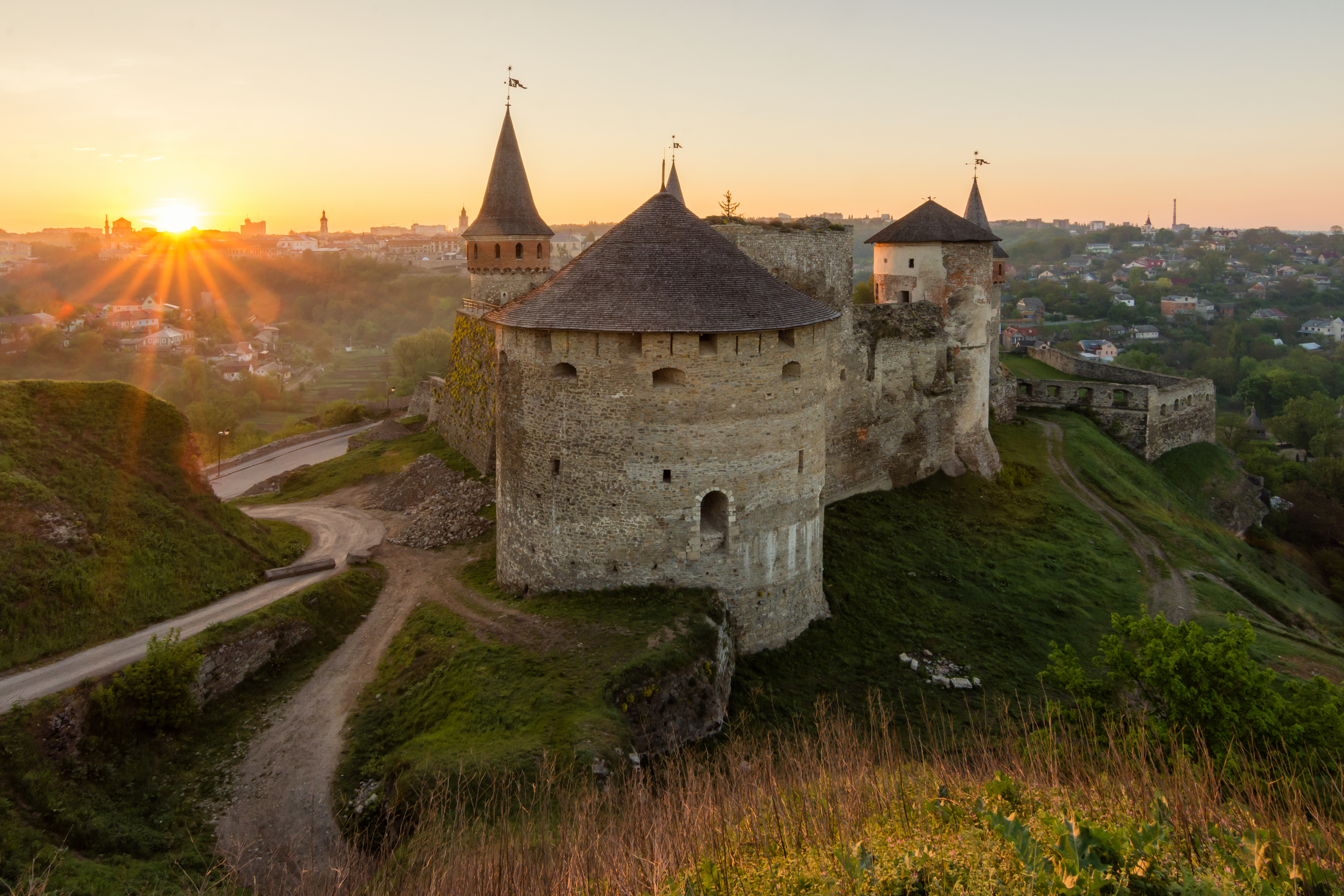
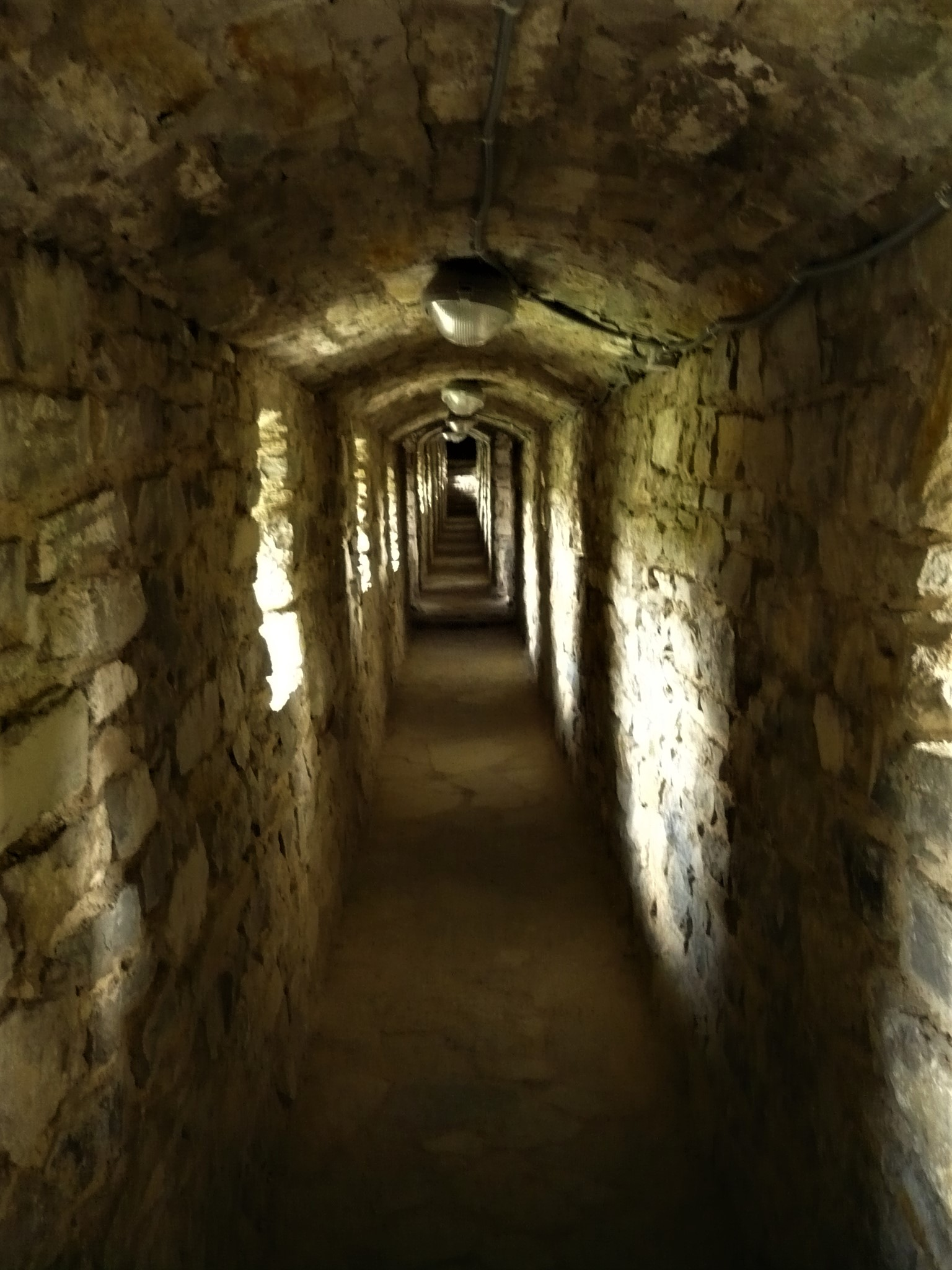
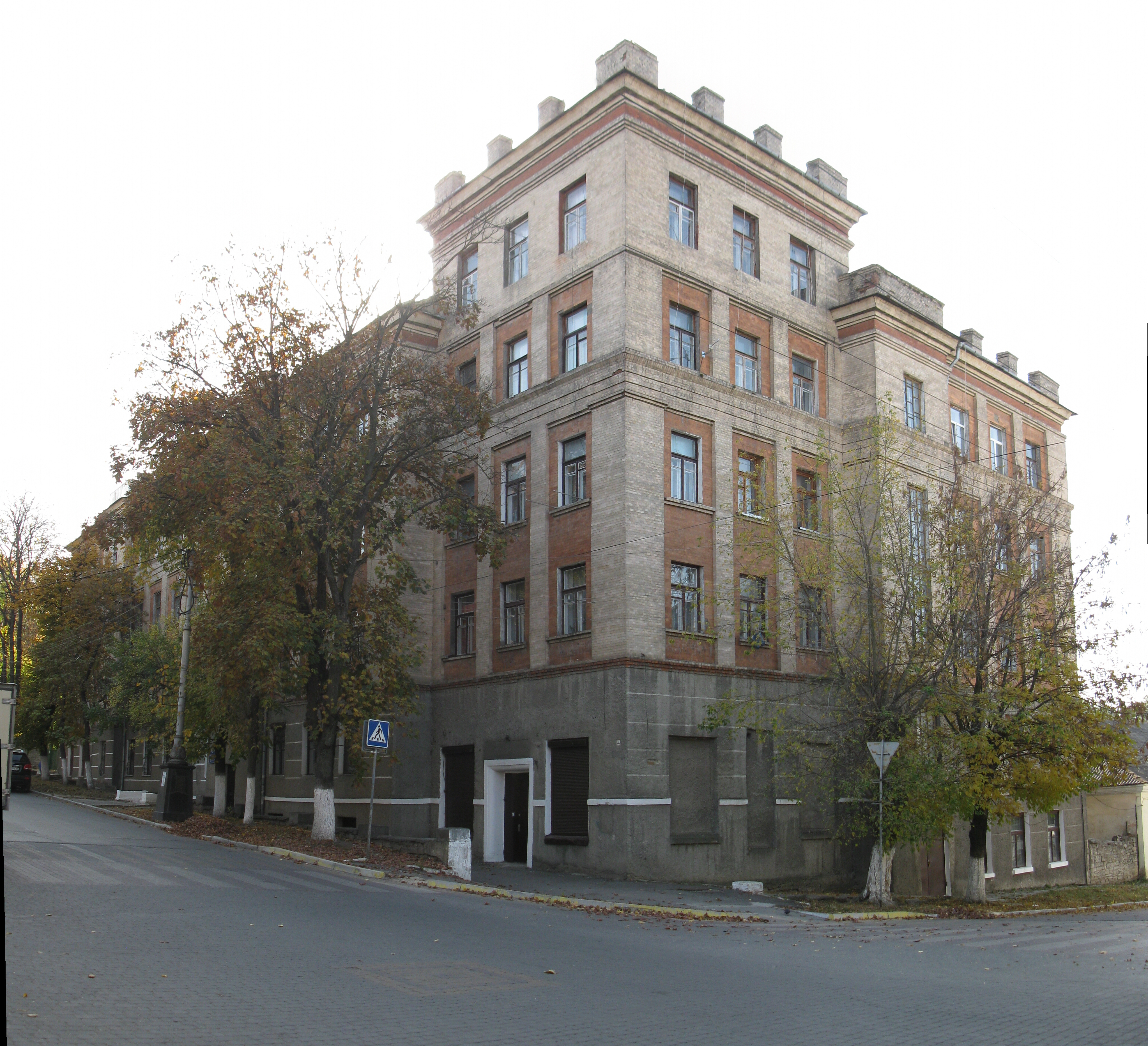
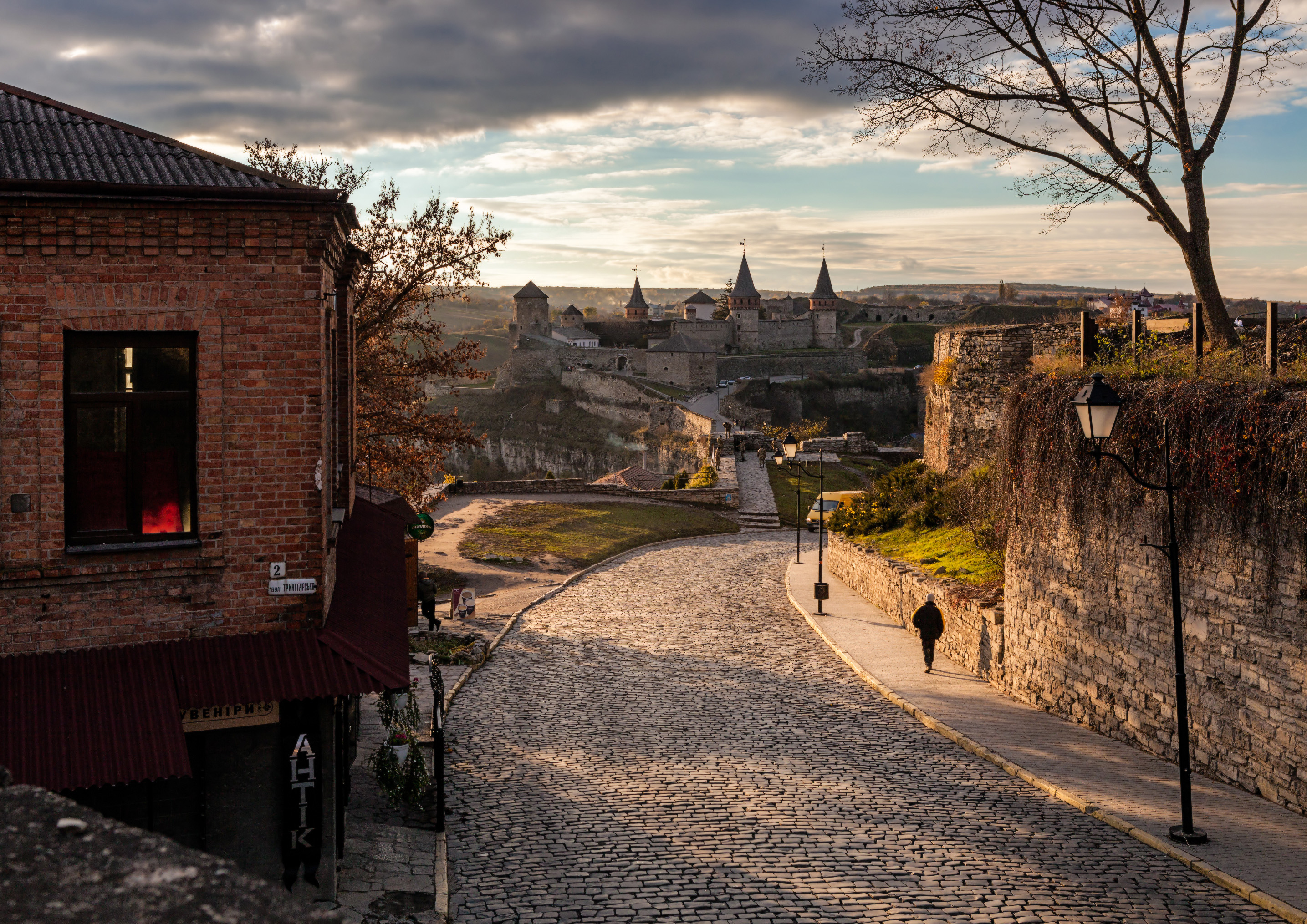
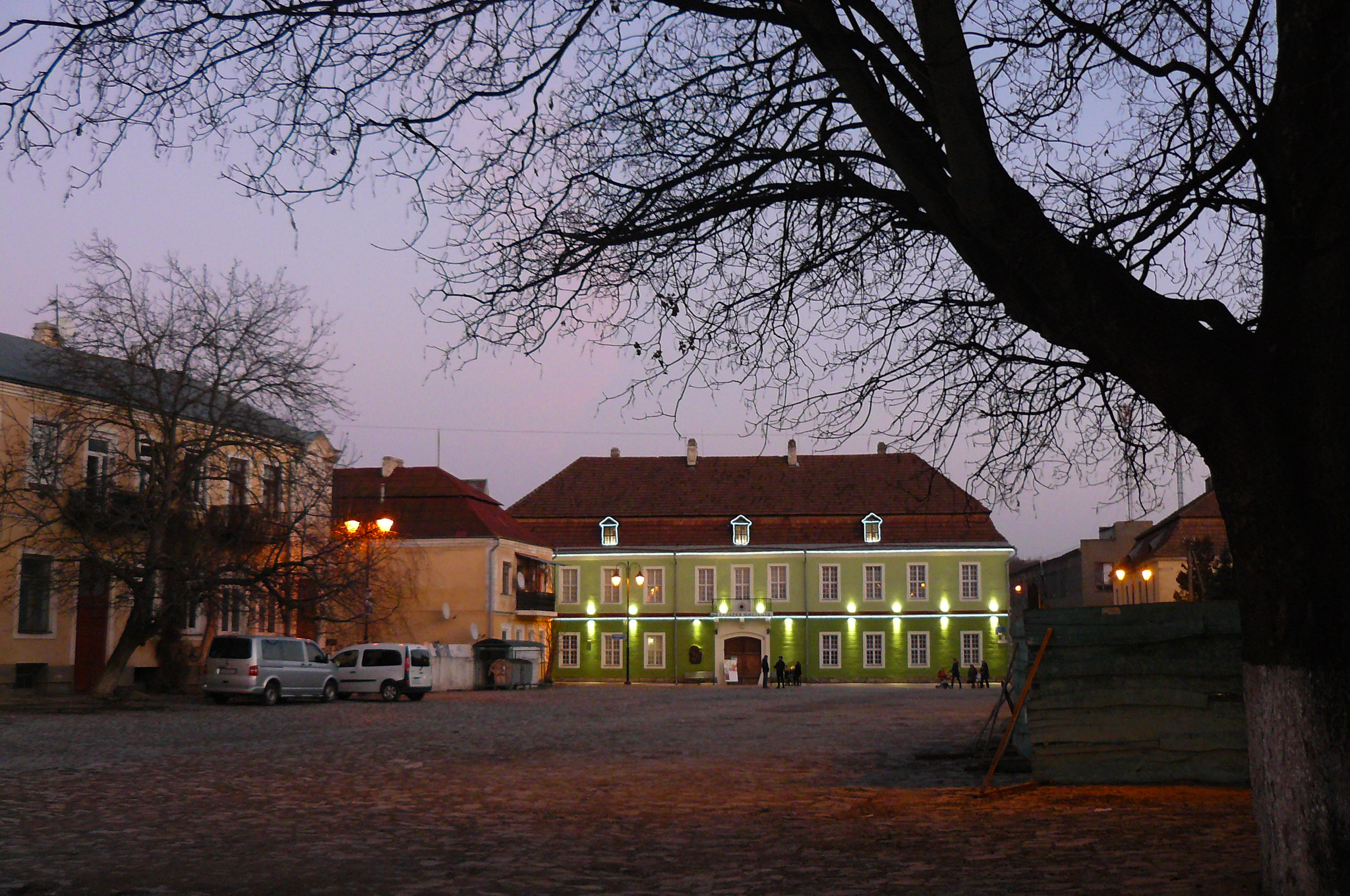
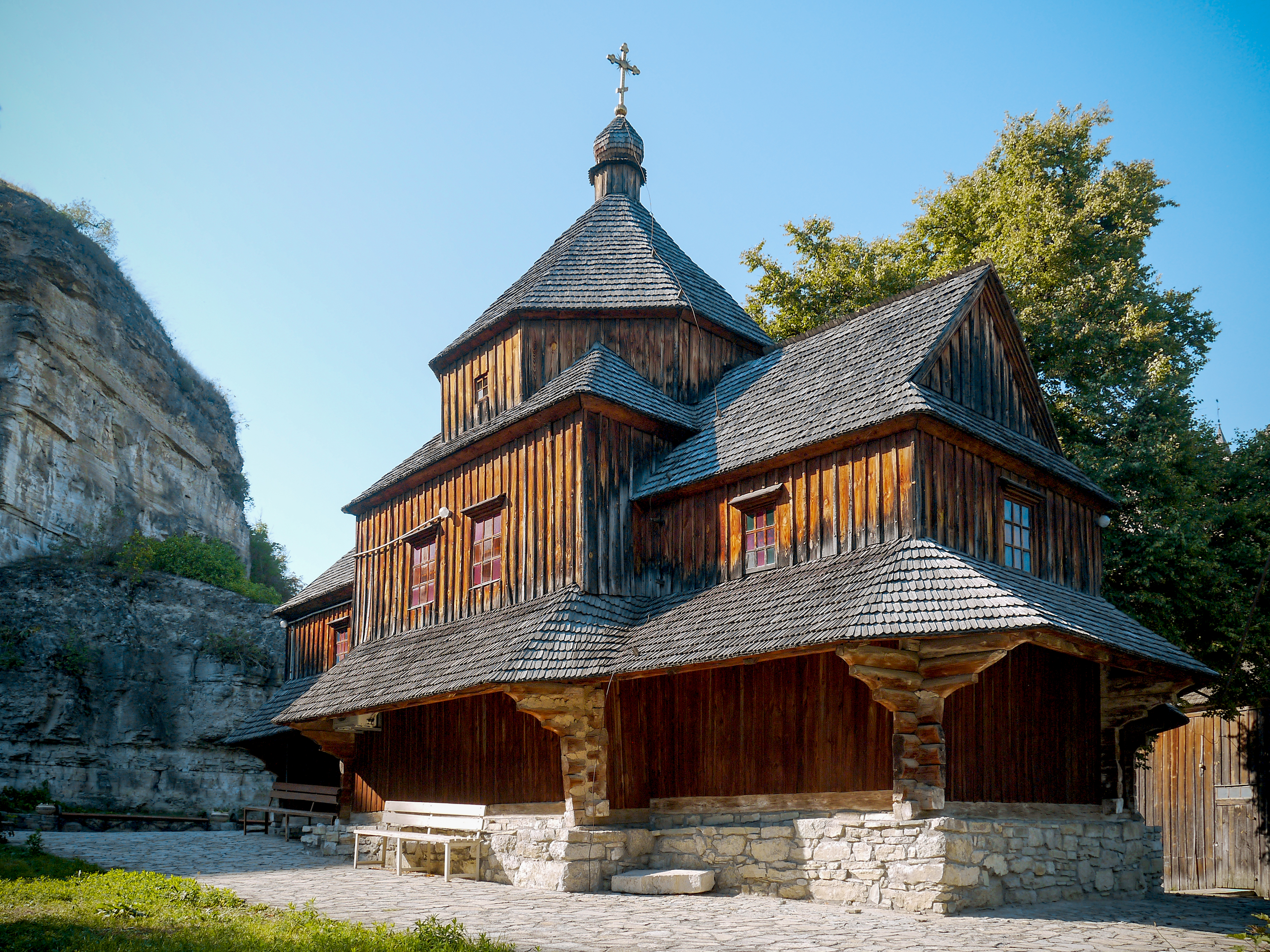
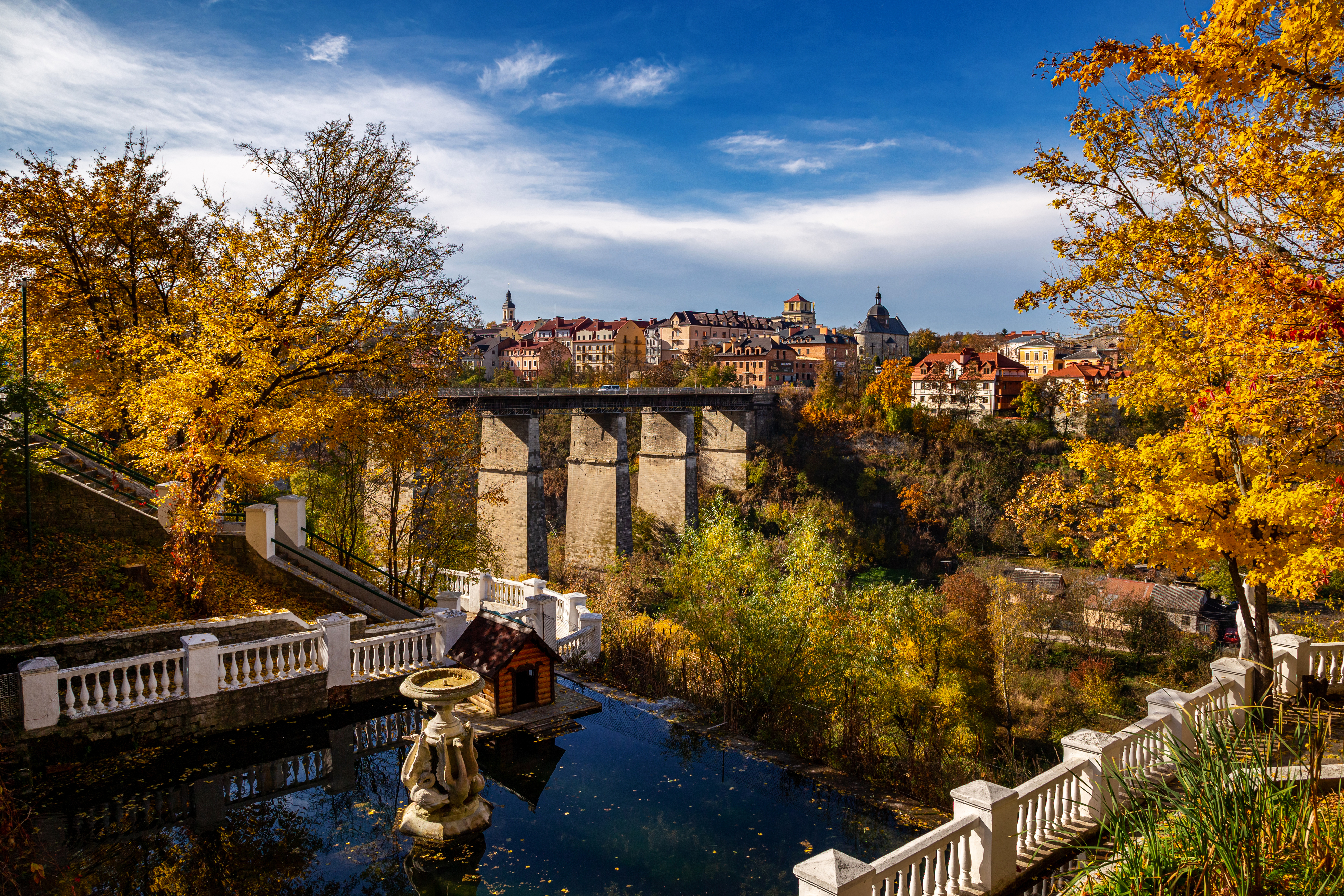

## Osoby związane z miastem

### Starostowie podolscy
- Dziersław Włostowski